# Pietro da Cortona
Pietro da Cortona, nato come Pietro Berrettini (Cortona, 1º novembre 1597 – Roma, 16 maggio 1669), è stato un pittore e architetto italiano.

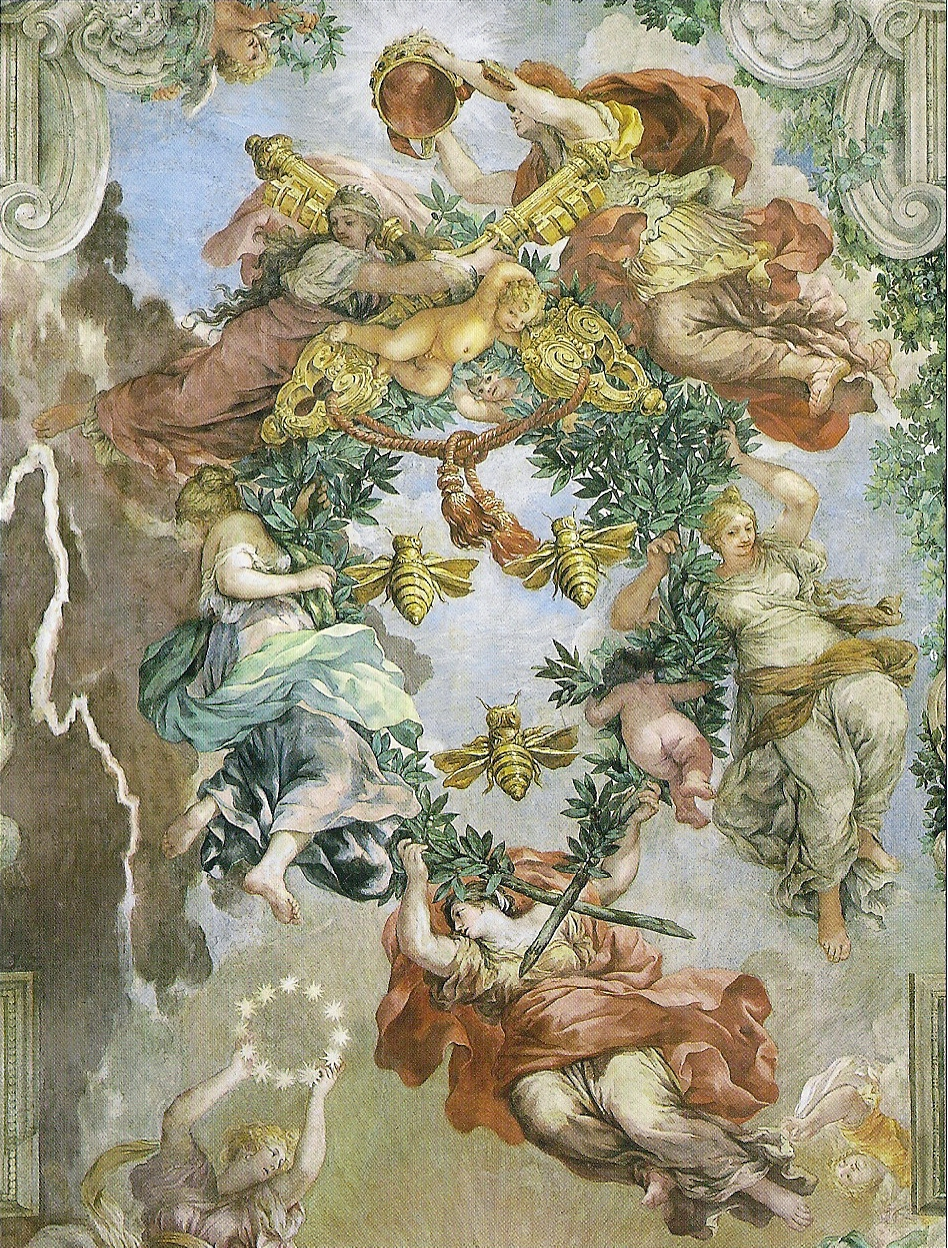
Particolare dello stemma Barberini nel Trionfo della Divina Provvidenza sulla volta del salone di palazzo Barberini (Roma)

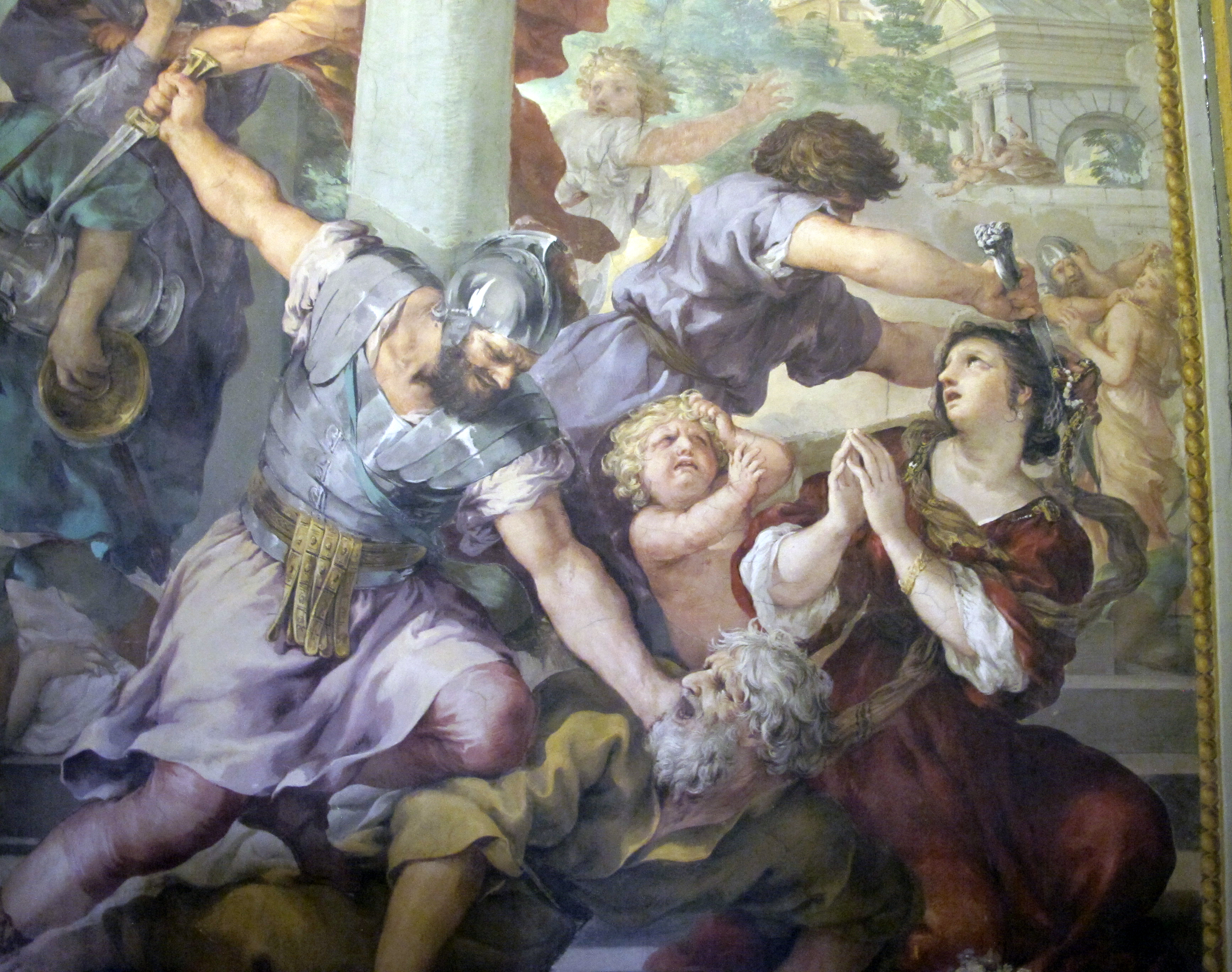
Età del ferro (particolare), sala della Stufa, palazzo Pitti (Firenze)

Fu attivo prevalentemente a Roma e Firenze nel corso del Seicento, sotto la protezione di alcune delle famiglie più importanti e influenti delle due città, vedendo il succedersi dei regni di sei papi, per conto dei quali lavorò dietro commessa diretta di ben quattro di loro: dapprima al seguito dei fratelli Marcello e Giulio Cesare Sacchetti, poi della famiglia Mattei, poi dei Barberini, sotto il pontificato di Urbano VIII, grazie al quale consolidò la sua posizione di artista tra i più importanti dell'epoca, successivamente della dinastia Medici, per i quali lavorò a Firenze, poi della famiglia Pamphilj, sotto il pontificato di Innocenzo X, quindi Chigi, sotto papa Alessandro VII e infine Rospigliosi, sotto la reggenza di Clemente IX.
È universalmente ritenuto, assieme a Gian Lorenzo Bernini e al Borromini, tra i massimi interpreti del barocco romano, autore di alcune delle più celebri creazioni artistiche a Roma e Firenze, su tutti, in architettura, la chiesa dei Santi Luca e Martina al Foro Romano, mentre, in pittura, le grandi tele a soggetto mitologico e di battaglia per la collezione Sacchetti, il vasto ciclo di affresco del Trionfo della Divina Provvidenza sulla volta del salone grande in palazzo Barberini a Roma, gli otto cicli tra le sale dei Pianeti e quelli della Stufa di palazzo Pitti a Firenze, quelli sulle Storie di san Filippo Neri nella chiesa di Santa Maria in Vallicella di Roma e infine le Storie di Enea nella galleria di palazzo Pamphilj di piazza Navona.

## Biografia

### Gli anni giovanili

#### La formazione nella Roma barocca di papa Paolo V Borghese (1612)

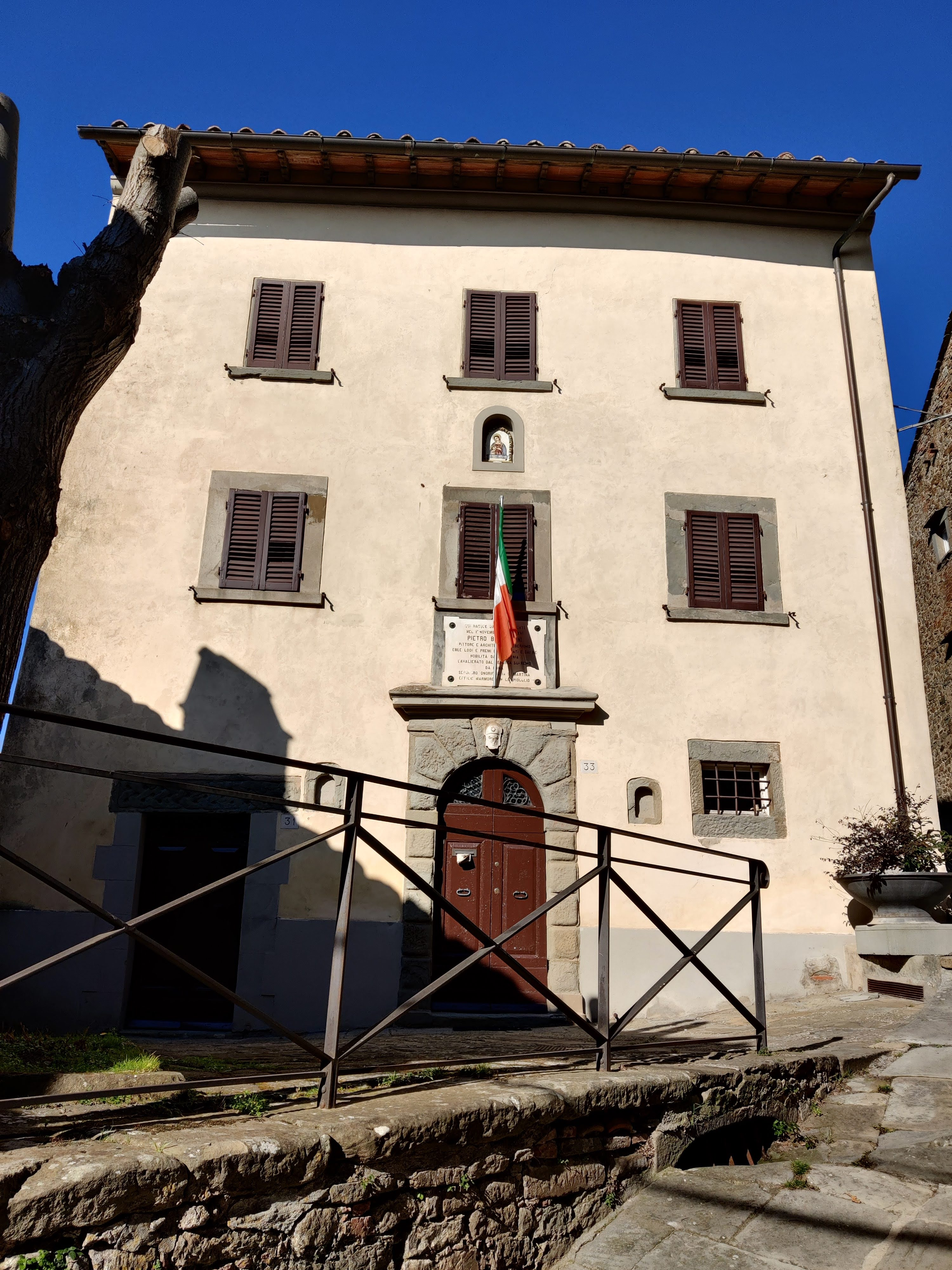
La casa natale di Pietro Berrettini a Cortona (Arezzo)

Pietro Berrettini nacque a Cortona presso la chiesa di San Cristoforo, da una modesta famiglia di muratori e scalpellini, Giovanni Berrettini e Francesca Balestrati. Fu allievo del pittore Andrea Commodi, con il quale si trasferì a Roma all'età di quindici anni circa, nel 1612, in un contesto cittadino di forte espansione culturale che determinava molteplici possibilità per gli artisti del tempo, sulla spinta di un radicale rinnovamento del gusto di cui fu tra i principali promotori l'allora papa Paolo V Borghese (in carica fino al 1621).
Una volta giunto a Roma il Berrettini si dedicò alla pratica del disegno studiando sia i monumenti antichi che le primissime opere del nascente stile barocco, eseguite in quegli anni da Rubens, Guercino e Lanfranco. Successivamente, alla dipartita da Roma del Commodi, il Cortona, all'incirca diciassettenne, fu affidato al fiorentino Baccio Ciarpi presso il quale continuò il suo apprendistato.
Nel 1616 gli venne commissionata la prima opera romana, ossia gli affreschi della villa Arrigoni-Muti presso Frascati. Dell'età giovanile sembra riferirsi anche la Deposizione, eseguita intorno al 1620 sotto la protezione del Commodi per la chiesa delle Clarisse di Cortona.

#### L'incontro coi fratelli Sacchetti (1620)

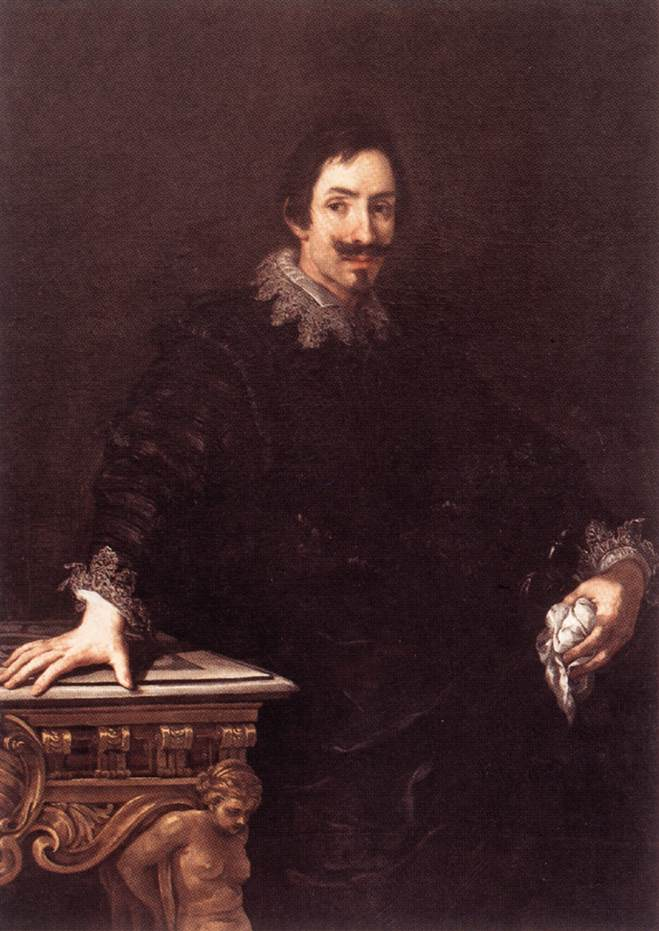
Ritratto di Marcello Sacchetti, Galleria Borghese (Roma, già in collezione Sacchetti)

Nel 1620 Pietro Berrettini incontrò i suoi primi mecenati di rilievo, i fratelli Giulio Cesare e Marcello Sacchetti, grazie ai quali ebbe modo di ottenere i primi successi che gli consentirono di far conoscere la sua attività artistica negli ambienti nobiliari e cardinalizi che contavano in città.
Tra le opere commissionate dai Sacchetti vi furono la Galatea (oggi all'Accademia di San Luca di Roma), copia da Raffaello, la Sacra famiglia (oggi ai Musei capitolini di Roma), copia da Tiziano, entrambe del 1620 circa, dalle cui riuscite delle tele si può evincere lo studio e l'apprendimento che il pittore aveva dimostrato verso i maestri del Cinquecento.
Durante il breve pontificato Ludovisi (dal 1621 al 1623), con papa Gregorio XV il Cortona si dimostrò molto attento alla scuola bolognese in voga in quegli anni, sulla scia delle preferenze papali, in particolar modo del Guercino, della cui Gloria di san Crisogono (oggi a Lancaster House di Londra), Jacopo Alessandro Calvi riporta che il pittore toscano «[...] non potea saziarsi di contemplarla e la celebrava con somme lodi». Finito il tempo di Gregorio XV, gli successe al trono papa Urbano VIII Barberini (in carica dal 1623 al 1644) con cui i Sacchetti erano politicamente affiliati e col quale il Cortona sarà protagonista della grande stagione romana di rinnovamento artistico.

### I successi sotto il pontificato di Urbano VIII Barberini

#### Le prime grandi commesse (1623-1632)

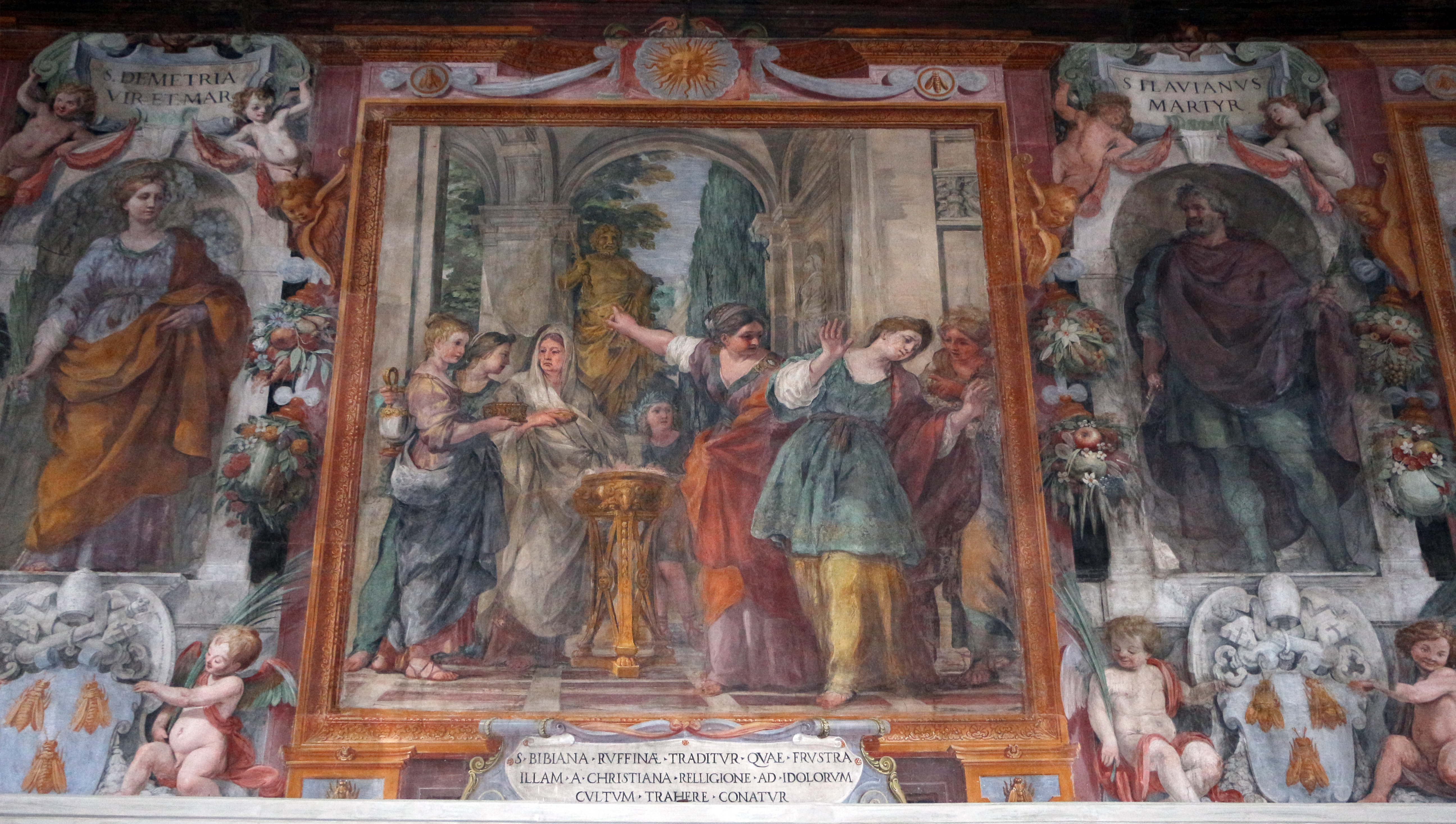
Ruffina cerca di persuadere Bibiana ad adorare gli idoli, chiesa di Santa Bibiana (Roma)

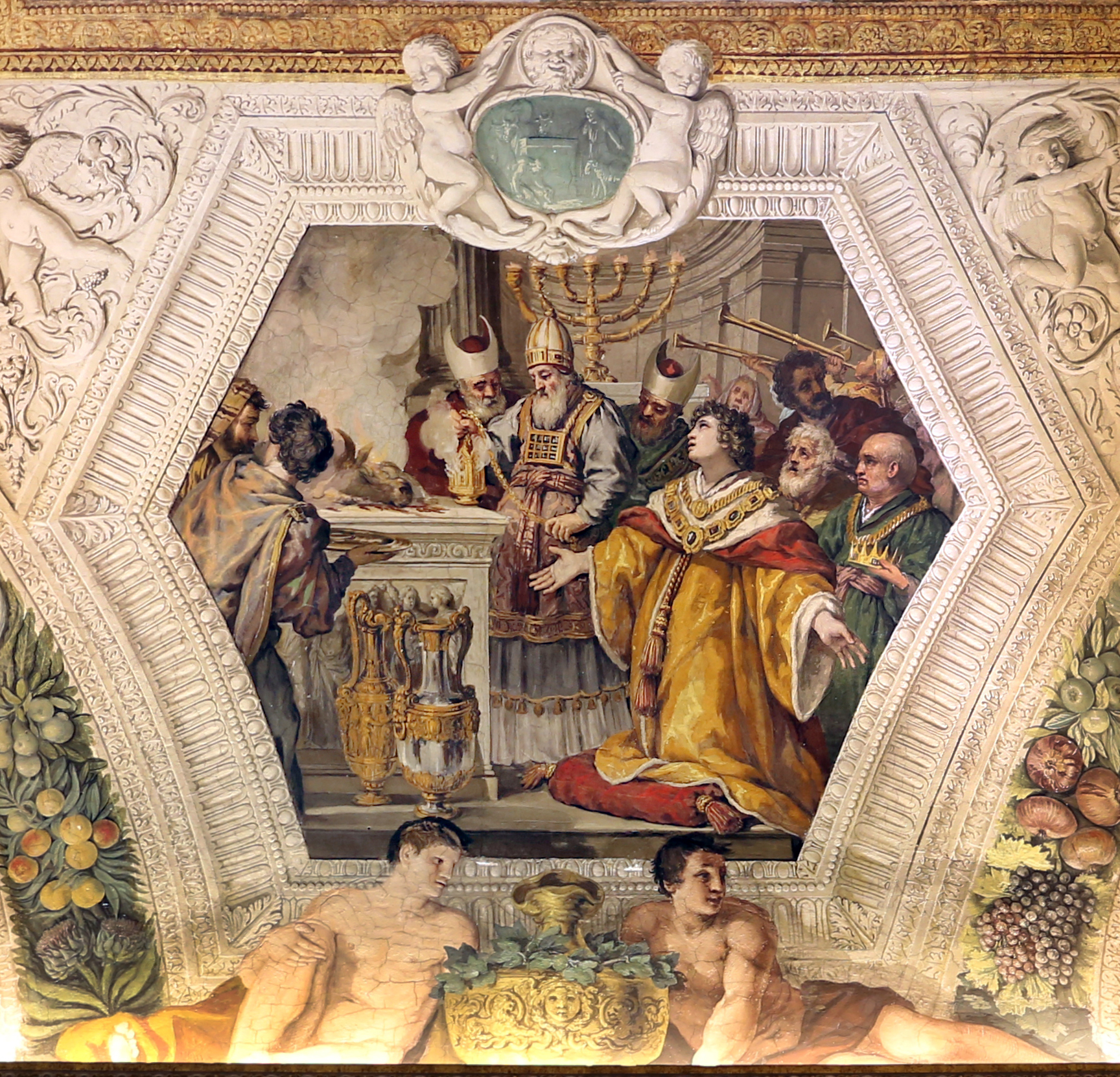
Salomone ringrazia Iddio per il dono della saggezza, palazzo Mattei (Roma)

Per la collezione Sacchetti vennero commissionati i primi due capolavori universalmente riconosciuti del pittore, ossia le due grandi scene mitologiche del Trionfo di Bacco e del Sacrificio di Polissena, realizzate intorno al 1623.
Appena un anno dopo, per intercessione degli stessi fratelli fiorentini, concittadini di Urbano VIII Barberini, il Cortona ottenne la commessa dal pontefice per gli affreschi alla chiesa di Santa Bibiana a Roma, dove eseguì lungo la parete sinistra del registro superiore della navata le Storie della santa, mentre nella cappella di fianco all'abside a sinistra eseguì la tela della Santa Dafrosa. I lavori per Santa Bibiana, di cui il primo pagamento risale al 5 dicembre 1624 mentre l'ultimo risale al 20 luglio 1626, rappresentarono il primo salto di qualità del Cortona sul panorama artistico locale (al che Giovan Battista Passeri disse degli affreschi che «[...] fece mutar la faccia allo stile del dipingere») e costituirono il primo contatto del Cortona con la famiglia Barberini, che da lì a qualche anno sarebbero divenuti uno dei punti più alti dell'attività artistica del pittore, e dal cui sodalizio sarebbero nate alcune delle soluzioni più felici e riuscite del barocco romano.
Il successo che ebbe il Cortona in quegli anni lo spinse ad avere tra le commesse più notevoli anche quella dell'attento collezionista e mecenate Asdrubale Mattei, che nel 1626 chiamò il pittore al suo servizio per compiere la serie di affreschi del suo palazzo di famiglia romano, raffiguranti in sei scomparti tondi ed esagonali le Storie di Salomone.

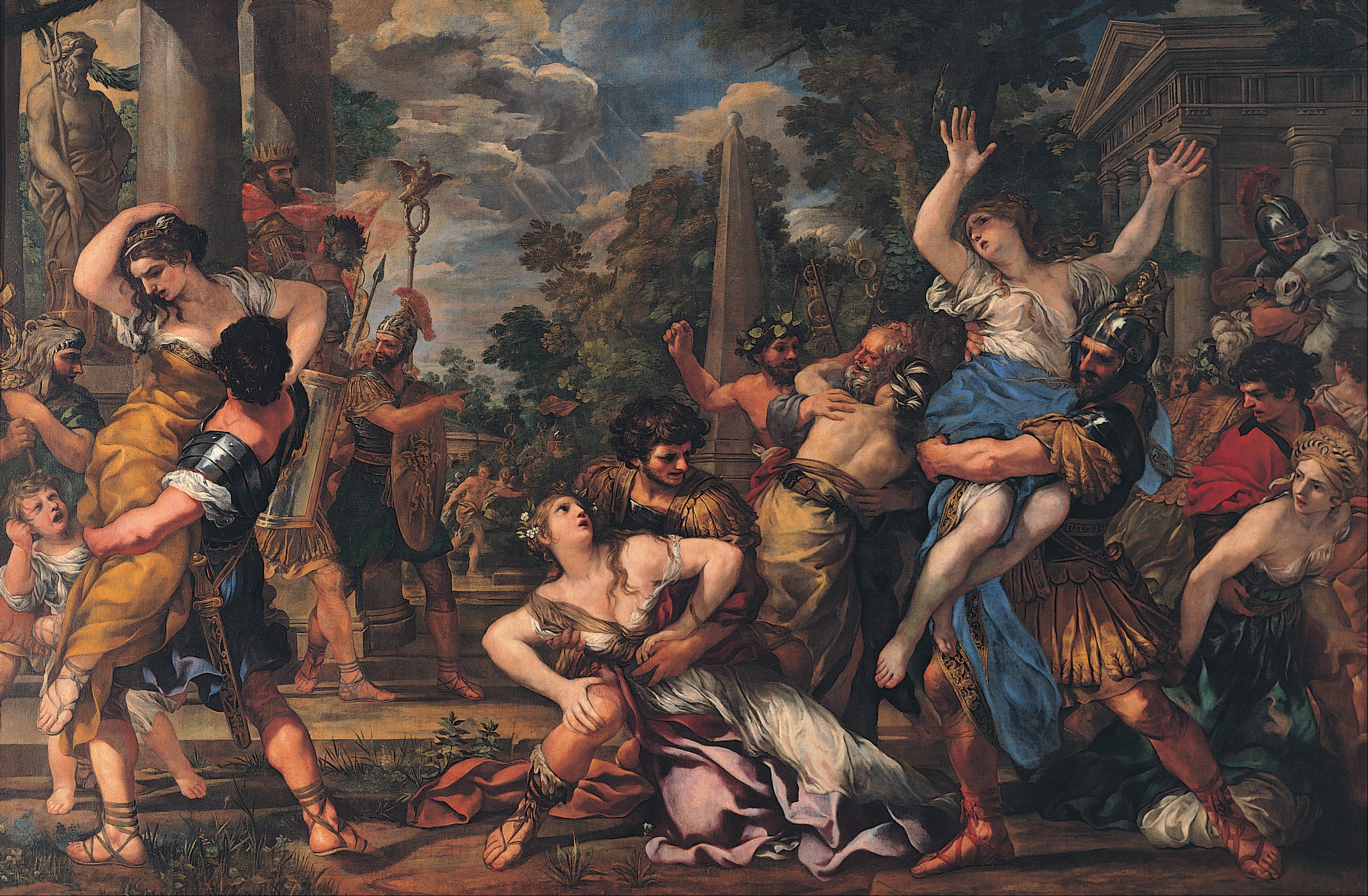
Ratto delle Sabine, Musei capitolini (Roma, già in collezione Sacchetti)

Negli anni immediatamente successivi fu ancora la famiglia Sacchetti a offrire al pittore i lavori più importanti del tempo, quindi il restauro e la decorazione a tema storico-mitologico e allegorico per la loro villa di Castel Fusano, poi passata ai Chigi, dove lavorarono anche Andrea Sacchi e Andrea Camassei, e inoltre, a partire dal 1626, il progetto architettonico per l'edificazione della villa del Pigneto (oggi distrutta). Nel contempo, sempre per la collezione Sacchetti (i cui proprietari arrivarono a contare nel loro catalogo sedici dipinti del pittore toscano) fu realizzato intorno al 1629 il Ratto delle Sabine, una delle tappe più importanti nella carriera del Cortona nello sviluppo del suo modus barocco, ritenuta forse la prima vera opera di questo stile del pittore.
Alle opere private dei primi anni erano accompagnate anche pale d'altare e cicli pittorici di pubblica devozione, quali San Pier Damiano offre la regola dell'ordine camaldolese alla Vergine (oggi al Museo d'arte di Toledo), la Madonna col Bambino in trono tra quattro santi, per la cappella Passerini nella chiesa di Sant'Agostino a Cortona, l'Adorazione dei pastori per la chiesa di San Salvatore in Lauro a Roma, la Trinità per la cappella del Santissimo Sacramento nella basilica di San Pietro, ma anche i disegni per i monumenti funebri del conte Montalto in San Girolamo della Carità, del cardinale Gerolamo Soleandri e di Bernardo Guglielmi in San Lorenzo fuori le Mura.

#### Il cantiere di palazzo Barberini (1632)

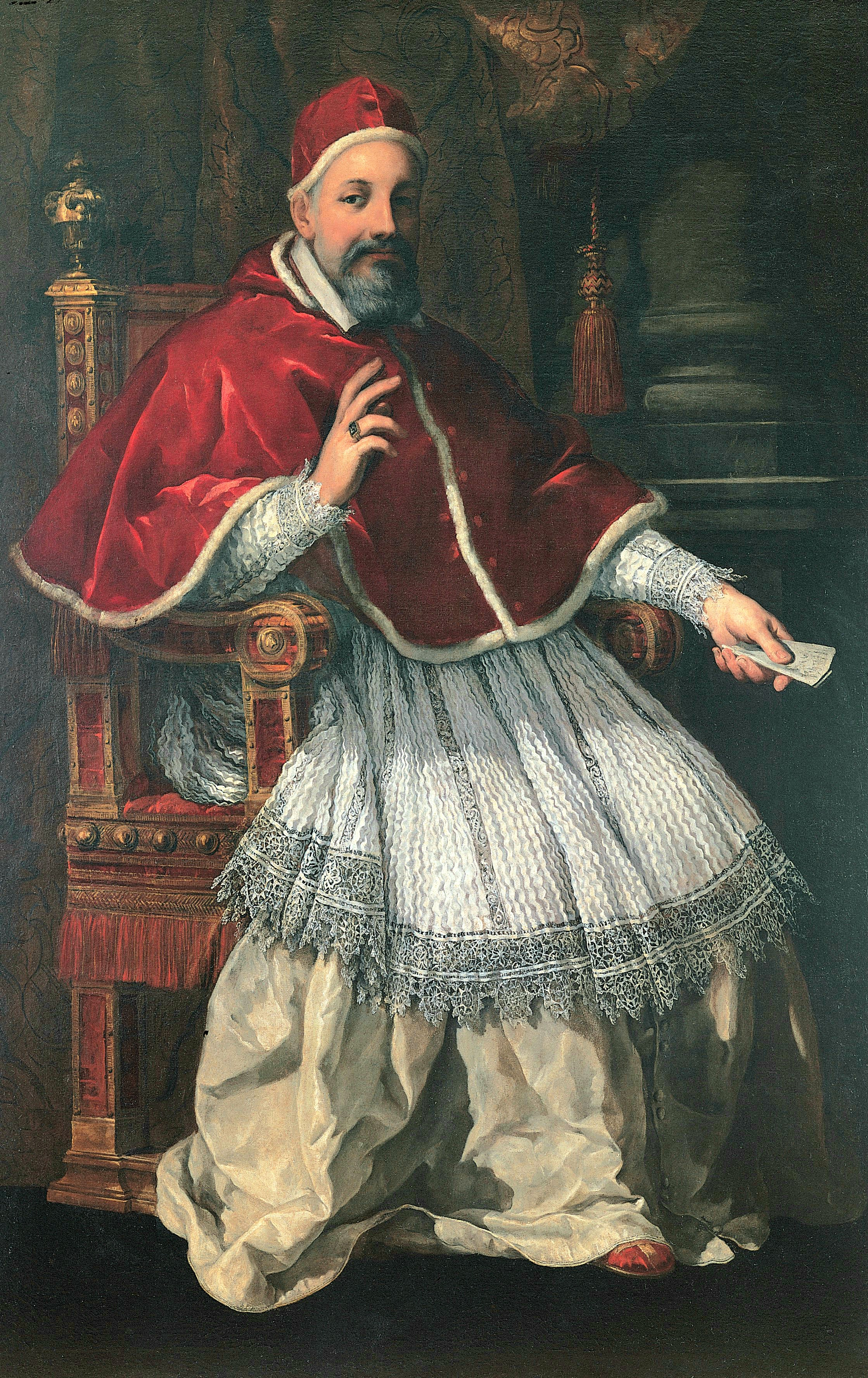
Ritratto di Urbano VIII Barberini, Musei capitolini (Roma, già in collezione Sacchetti)

A partire dai primi anni '30 del Seicento il pittore ebbe modo di instaurare un sodalizio con papa Urbano VIII (un primo incontro vi fu già nel 1626 circa con gli affreschi di Santa Bibiana) partecipando quindi, assieme a Gianlorenzo Bernini, con cui spesso si trovò a lavorare, ai rinnovamenti della grande stagione artistica barocca oramai avviata e consolidata con il pontefice.

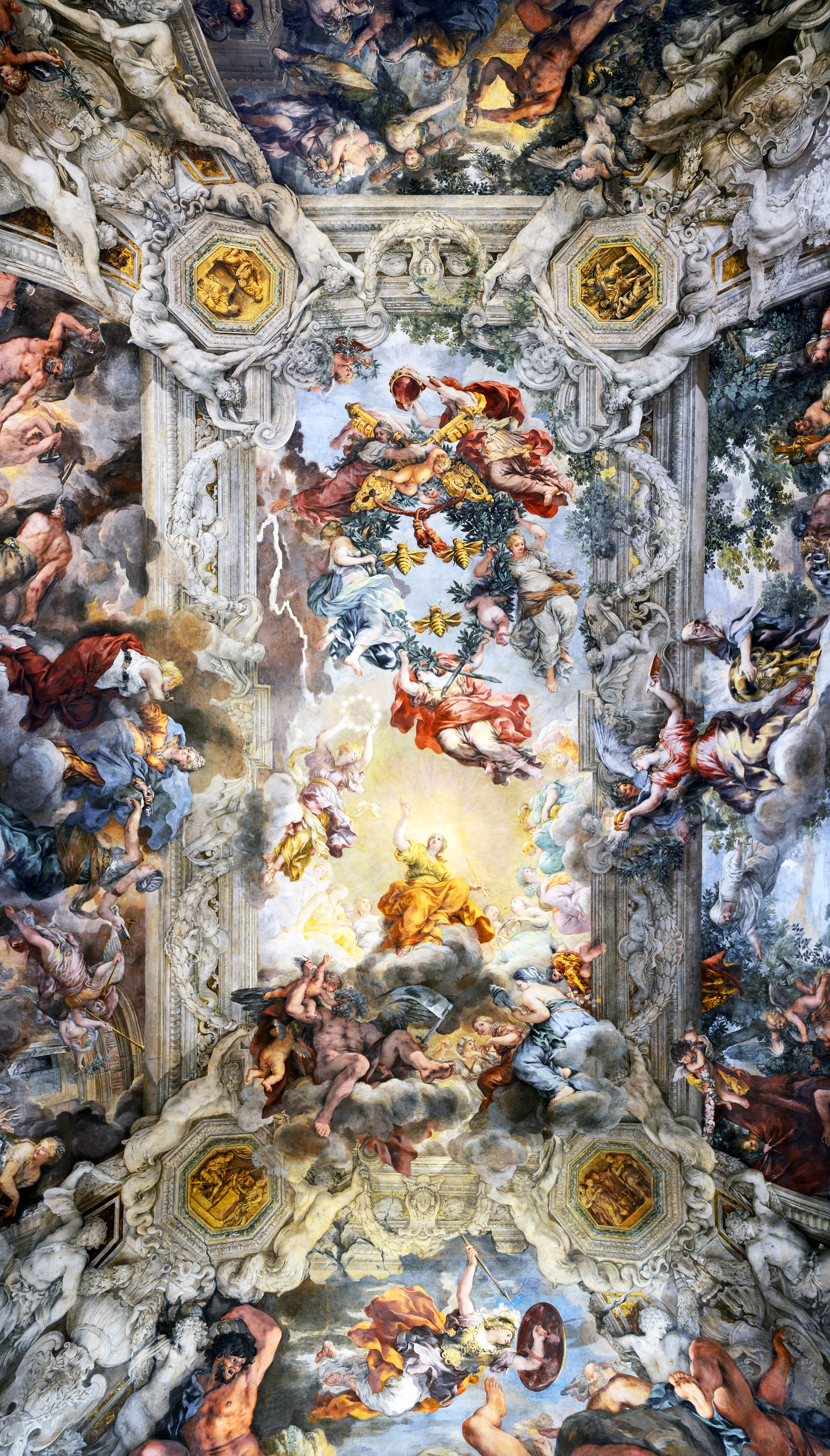
Trionfo della Divina Provvidenza, palazzo Barberini (Roma)

Dopo essersi candidato al concorso per il subentro all'architetto Carlo Maderno, da poco scomparso, per il completamento di palazzo Barberini, che fu invece vinto dal Bernini, il Cortona si impegnò a realizzare per lo stesso edificio alle Quattro Fontane diverse commesse pittoriche avanzategli; quindi la decorazione della cappella privata, i disegni per gli arazzi con le storie della Croce, e soprattutto, sui quasi 600 m² della volta del salone principale, quella che poi è universalmente ritenuta una delle massime espressioni artistiche del barocco, ossia il Trionfo della Divina Provvidenza, l'affresco dove di fatto si trovò a subentrare ad Andrea Camassei, che aveva avuto l'incarico già nel 1629, quando era stata completata la sala grande del palazzo. Per quest'opera, compiuta in sette anni, in due distinti intervalli di tempo, fra il 1632 e il 1639, che ebbe immediatamente un successo vastissimo e da cui furono tratte innumerevoli copie, l'artista fu pagato ben quattromila scudi, somma particolarmente elevata per l'epoca.
L'intero ciclo si rifà al progetto iconografico stilato dal poeta pistoiese Francesco Bracciolini, molto legato al papa, che in quattro storie lungo il fregio della volta, sezionate tra loro mediante medaglioni monocromi con scene allegoriche, statue e telamoni classicheggianti affrescati, riecheggiano le virtù e i successi della famiglia Barberini, la quale è poi osannata nella parte centrale del soffitto, dove culmina la lettura del ciclo con la Divina Provvidenza, dotata di scettro, mentre sopra a lei è lo stemma papale della famiglia raffigurato come corona di alloro entro cui sono le tre api simbolo del casato.

#### Le altre opere romane (1633-1637)
Al 1633 risale la commessa degli angeli musicanti per la sacrestia della chiesa di Santa Maria in Vallicella a Roma, prima opera di un cantiere che diverrà molto prolifico per il pittore, dove avrebbe realizzato durante tutta la fase della sua carriera diverse opere, considerate tra le più importanti del suo catalogo. L'8 gennaio 1634, a testimonianza del successo ottenuto nella scena romana, il Berrettini fu eletto principe dell'Accademia di San Luca, dove assunse questo titolo fino al 1637.

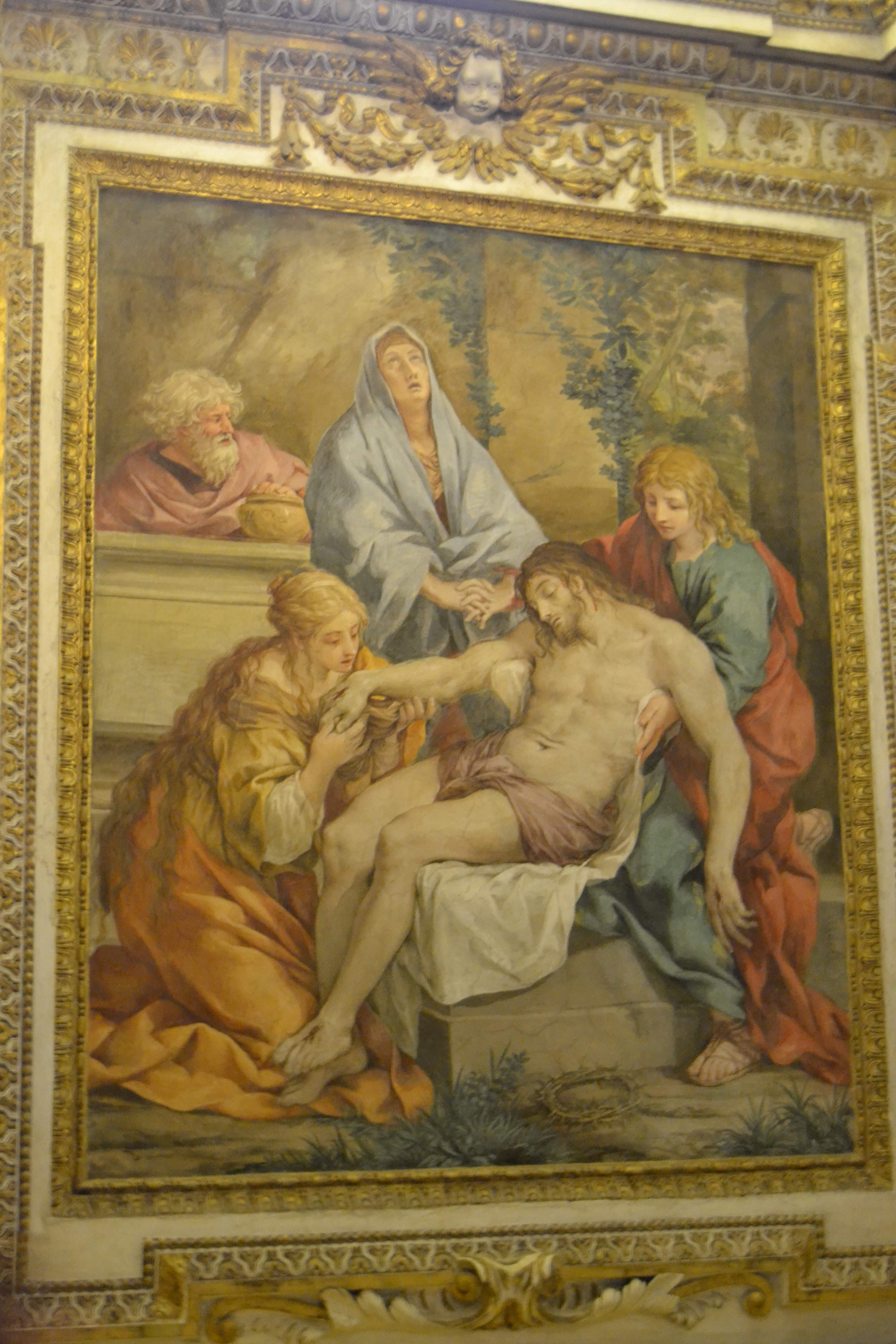
Pietà, affresco per la cappella di Urbano VIII nel palazzo Apostolico in Vaticano

Per quanto riguarda le opere architettoniche, dal 1634 si dedicò al rifacimento completo, su patrocinio del cardinale e protettore Francesco Barberini, della chiesa dei Santi Luca e Martina, per la quale progettò una pianta a croce greca in cui l'asse longitudinale è leggermente più lungo di quello trasversale. L'interno si presenta come un unicum omogeneo e totalmente bianco dando l'idea di grande neutralità e rigore riscontrabile anche nell'ordine inferiore di stampo classico; le colonne dell'interno sono tutte ioniche, gli unici elementi decorativi sono presenti in corrispondenza delle absidi mentre la volta è invece realizzata sia con costoloni che con cassettoni. Fra gli apparati scenografici provvisori realizzati vi fu invece l'altare maggiore di San Giovanni dei Fiorentini, di legno e stucco,  rifatto in seguito dal Borromini negli anni sessanta del Seicento. Al 1635 risalgono gli affreschi nella cappella della Santissima Concezione di San Lorenzo in Damaso e la Pietà nella cappella privata di Urbano VIII in Vaticano.
Su intercessione di Cassiano dal Pozzo il Cortona realizza dietro compenso di 150 scudi tra il 1632 e il 1634 per il cugino Amedeo dal Pozzo, I marchese di Voghera, la Raccolta della manna (oggi nel palazzo Dal Pozzo della Cisterna di Torino), costituente una delle quattro scene sulla serie di quattro tele con le Storie di Mosè che il nobile volle per la sua collezione da Roma (due furono eseguite da Nicolas Poussin, pagate 160 scudi ciascuna, la Traversata del Mar Rosso oggi alla National di Melbourne e l'Adorazione del vitello d'oro oggi alla National di Londra, e l'altra da Giovanni Francesco Romanelli, la Costruzione del tabernacolo, pagata 100 scudi, oggi anch'essa rimasta nel palazzo Dal Pozzo della Cisterna di Torino).
Asceso a un successo universalmente riconosciuto, nel 1637 dipinge il suo Autoritratto (oggi al Museo Fesch di Ajaccio) per la raccolta dei ritratti degli uomini illustri che Cassiano dal Pozzo stava mettendo insieme per la propria collezione d'arte.

### A Firenze sotto la corte di Ferdinando II de' Medici (1637-1647)

#### Il cantiere di palazzo Pitti

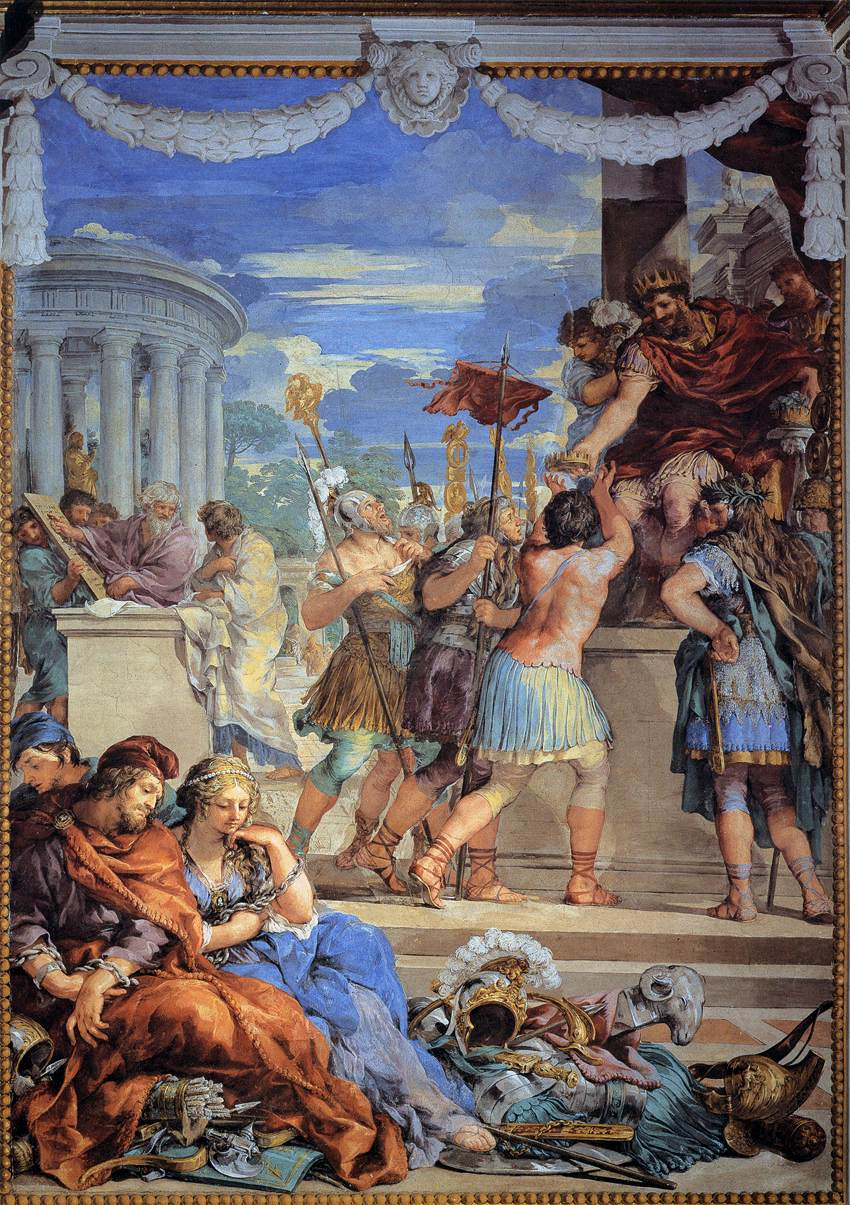
Età del bronzo, sala della Stufa, palazzo Pitti (Firenze)

Nel 1637 Pietro da Cortona si fermò per un lungo soggiorno a Firenze, durato nel complesso più di 7 anni, intervallato in tre momenti diversi da vari rientri a Roma.  Il pittore si fermò nella città toscana durante un viaggio in cui accompagnò Giulio Sacchetti, che invece doveva recarsi a Bologna. Probabilmente proprio per intercessione del Sacchetti, il Cortona si trovò a ottemperare alla richiesta di Ferdinando II de' Medici di decorare la sala della Stufa di palazzo Pitti, dove sarebbero stati eseguiti sulle pareti laterali della stanza quattro cicli con le Età dell'uomo (oro, argento, bronzo e ferro), tema tratto da Le Metamorfosi di Ovidio, che lo avrebbero tenuto impegnato nel cantiere per circa sei mesi. Le quattro scene, dipinte a fini encomiastici per esaltare il governo mediceo, sono ritenute il capolavoro della maturità dell'artista, dove l'antichità classica è immersa in un'atmosfera serenamente giocosa, evocata da paesaggi lussureggianti e figure femminili sensuali, basate su un programma iconografico ideato da Michelangelo Buonarroti il Giovane, presso la cui dimora era ospitato il Cortona e dove lasciò anche una sua opera ad affresco su un riquadro di una parete.

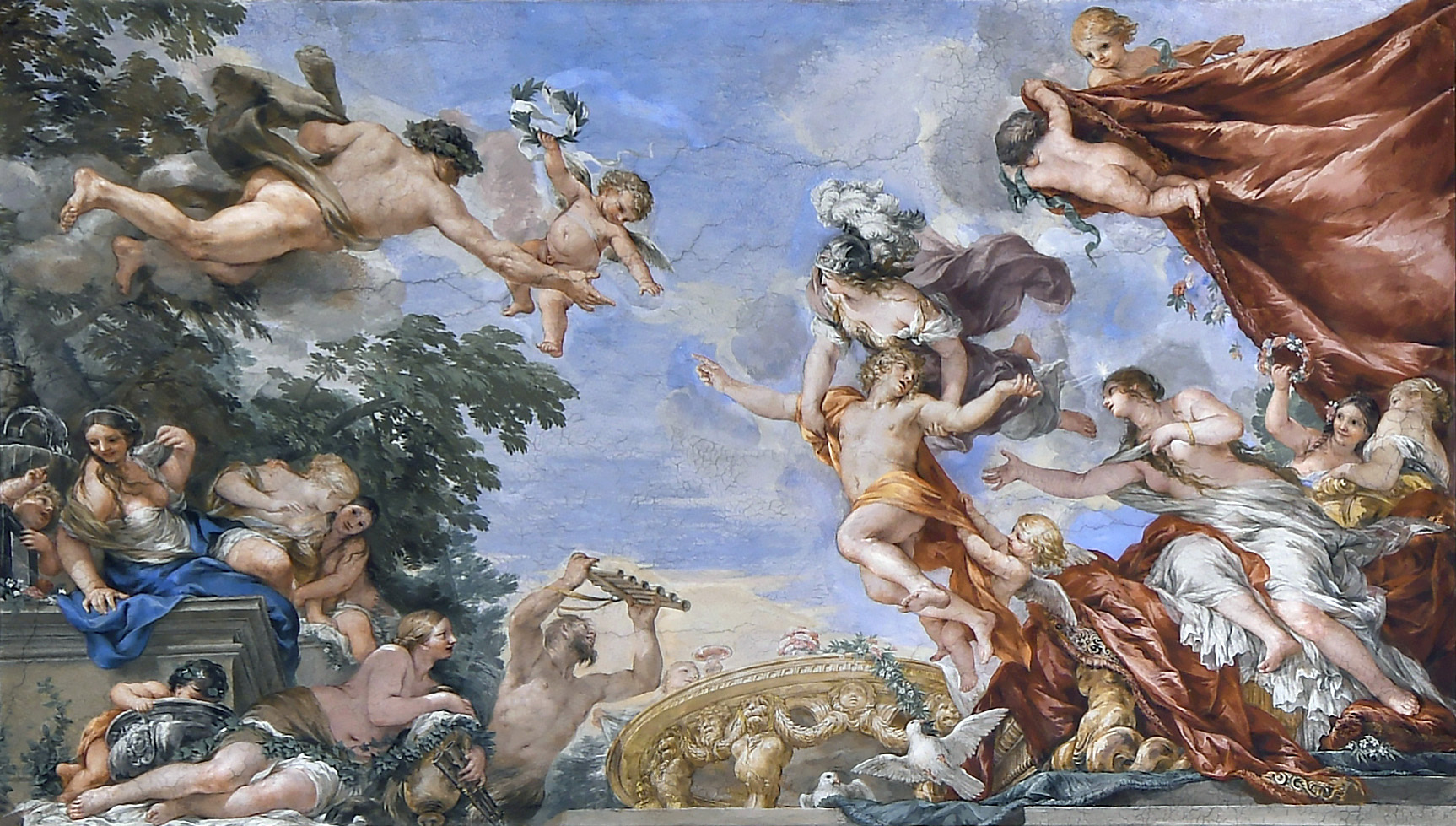
Il principe Medici strappato da Venere e condotto da Minerva verso Ercole, sala di Venere, palazzo Pitti (Firenze)

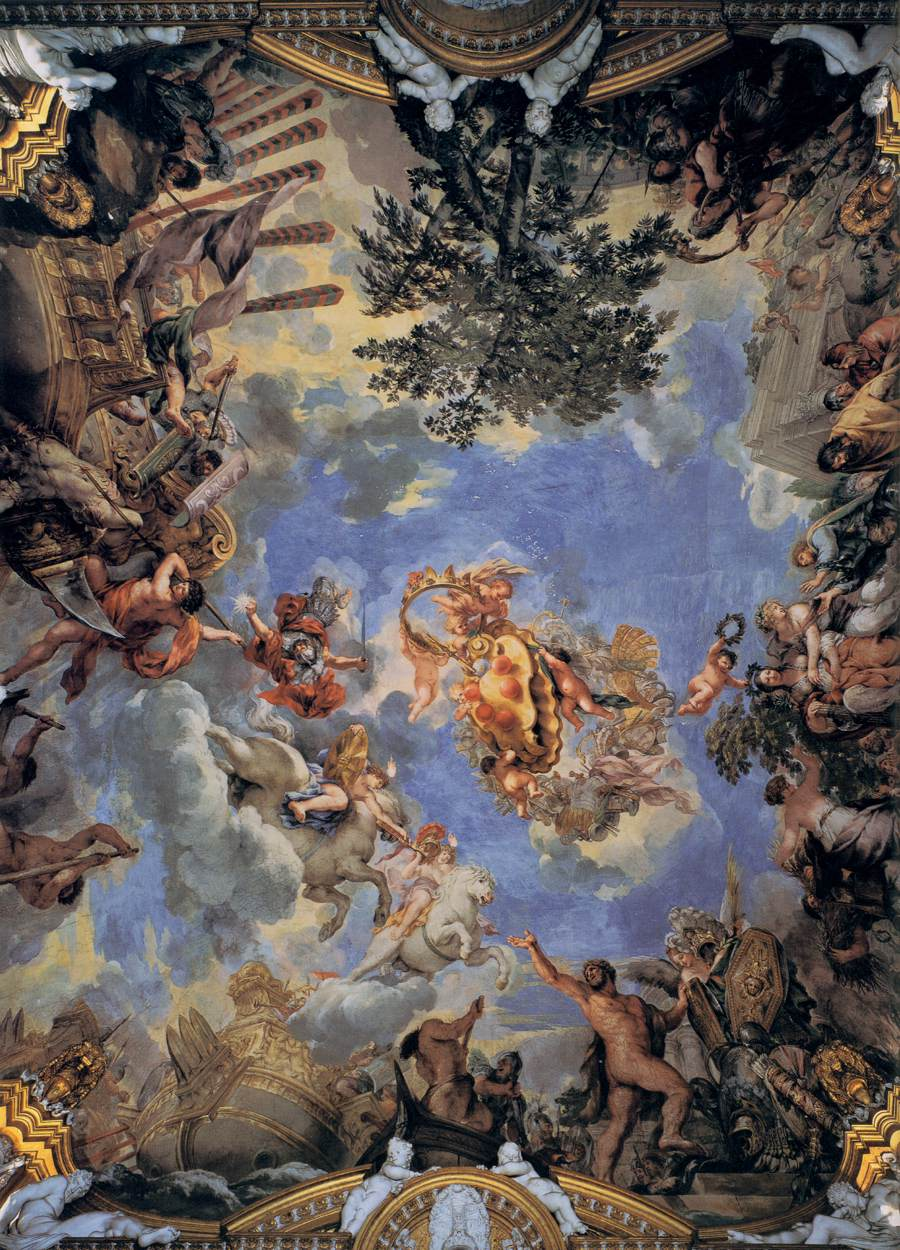
Educazione del principe Medici, sala di Marte, palazzo Pitti (Firenze)

Nel 1637, in appena due mesi, il Cortona eseguì due scene del ciclo (quella dell'oro e dell'argento); tuttavia il lavoro non venne ultimato in tempo in quanto il pittore, dopo un breve viaggio a Venezia, dovette rientrare a Roma. Tre anni dopo, nella primavera del 1640, tornò di nuovo nella città toscana per completare i lavori della sala della Stufa (con l'Eta del bronzo e quella del ferro) e per realizzare l'altra grande commessa medicea, ossia i cicli delle volte delle sale dei Pianeti, concepite su un'idea dell'erudito toscano Francesco Rondinelli, il quale immagina le storie degli dei da cui i pianeti prendono il nome (Venere, Apollo, Giove, Marte e Saturno, quest'ultima verrà però eseguita da Ciro Ferri) che sovrintendono alle virtù che un principe (in questo caso quello Medici) deve possedere per governare.
Non si ha assoluta certezza su quale sia l'ordine cronologico delle opere realizzate, in particolare nelle prime due sale, su cui la critica si divide se abbia lavorato prima in quella di Giove e poi in quella di Venere o viceversa, mentre di certo si sa che l'arco temporale entro cui furono realizzate è dal 1641 al 1647, con l'ultima decorazione, che rimase incompleta, della sala di Apollo. Secondo alcune fonti, a causa di possibili dissidi, pressioni, e ritardi nei pagamenti ancorché rapporti di inimicizia tra i Medici e i Barberini, famiglia alla quale il Cortona era molto legato, il pittore lasciò Firenze senza mai più farvi ritorno. Le opere incompiute nelle sale dei Pianeti di palazzo Pitti furono dunque successivamente completate, dopo vari inutili tentativi della corte medicea di riportare il Cortona a Firenze, dall'allievo Ciro Ferri, che terminò il progetto del Rondinelli ultimando l'incompiuta sala di Apollo e realizzando in autonomia il ciclo nella sala di Saturno (1665), seppure sui cartoni che il maestro aveva intanto preparato a Roma. Per l'occasione il Cortona si cimenta, per la prima volta, anche negli apparati decorativi a stucco, le cui opere dialogano in perfetta sintonia con le scene mostrate negli affreschi su cui questi vengono applicati.
La prima sala degli appartamenti era quella di Venere, dove nel centro della volta il Cortona realizzò Il principe Medici strappato da Venere e condotto da Minerva verso Ercole, mentre nelle lunette sottostanti, intervallate da quattro tondi con busti in gesso di esponenti della famiglia Medici, furono compiuti Ciro rifiuta Pantea moglie di Abbrada, Alessandro e la famiglia di Dario, Antioco e Stratonice, Antioco III e la sacerdotessa di Diana, La continenza di Scipione, Morte di Sofonisba e Massinissa, Ottaviano e Cleopatra, e infine Fausta che tenta il figliastro Crispo. La seconda sala in successione era quella di Apollo, dove nella volta fu realizzato il Principe mediceo guidato dalla Fama al cospetto di Apollo, mentre nei quattro rettangoli del sottarco furono rappresentate le Storie di Giustiniano e di Augusto, che tuttavia, vista la definitiva dipartita (nel 1647) da Firenze del Cortona, verrà completata solo intorno al 1659-1661 dall'allievo Ciro Ferri (comunque sui cartoni del maestro). Nella sala di Marte fu compiuto il grande ciclo con l'Educazione del principe Medici, il quale, concepito con una continuità narrativa e scenica, diverrà modello per le generazioni future delle decorazioni ad affresco nelle volte dei palazzi nobiliari. Nell'ultima sala degli appartamenti, quella di Giove, fu realizzata al centro della volta la scena di Giove che incorona il principe mediceo, mentre nelle lunette sottostanti vennero compiute Il Furore invoca la Discordia, il Furore abbandona la terra, I Dioscuri riconducono i cavalli nello zodiaco, Vulcano cessa di fabbricare armi da guerra, Diana sospende la caccia, Mercurio annuncia la pace agli uomini, Minerva insegna a Cecrope l'arte dell'ulivo, e infine Apollo risveglia negli uomini l'amore delle arti.

#### Le ultime commesse romane dei Barberini

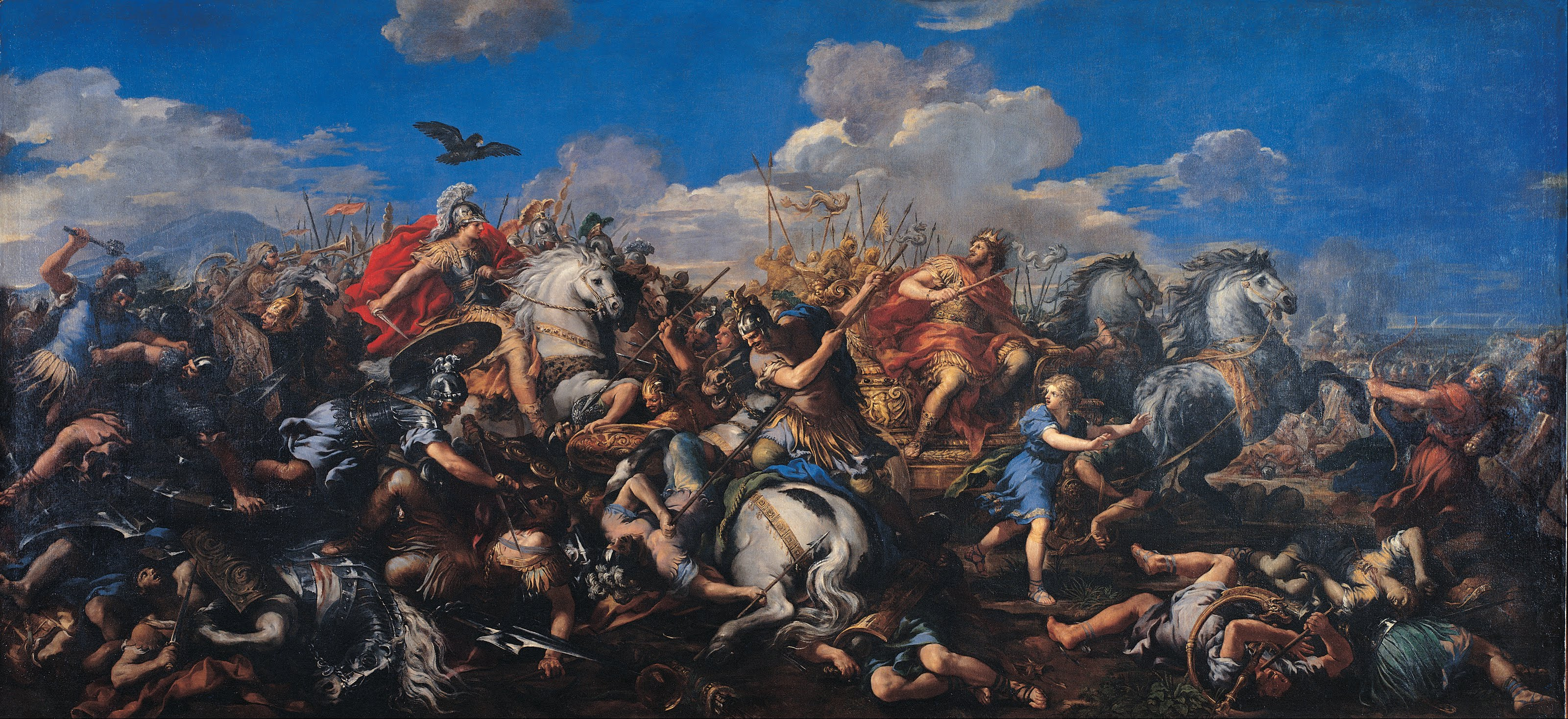
Battaglia tra Alessandro e Dario, Musei capitolini (Roma, già in collezione Sacchetti)

Durante il periodo fiorentino il Cortona intervallò la sua presenza con Roma, dove si recò saltuariamente in quanto impegnato alla conclusione di diverse opere avviate già prima.
Tra queste vi erano il Trionfo Barberini, dove tornò a più riprese, quindi già il 15 dicembre 1637, dov'è registrato nel cantiere di palazzo Barberini di ritorno dal soggiorno veneziano, dopodiché, quasi completati gli affreschi romani, come testimoniato anche da una sua lettera inviata al Buonarroti il Giovane a Firenze il 24 settembre, il pittore vi fece ritorno per completarli nel 1639 dove lavorò sul cantiere quasi tutto l'anno.

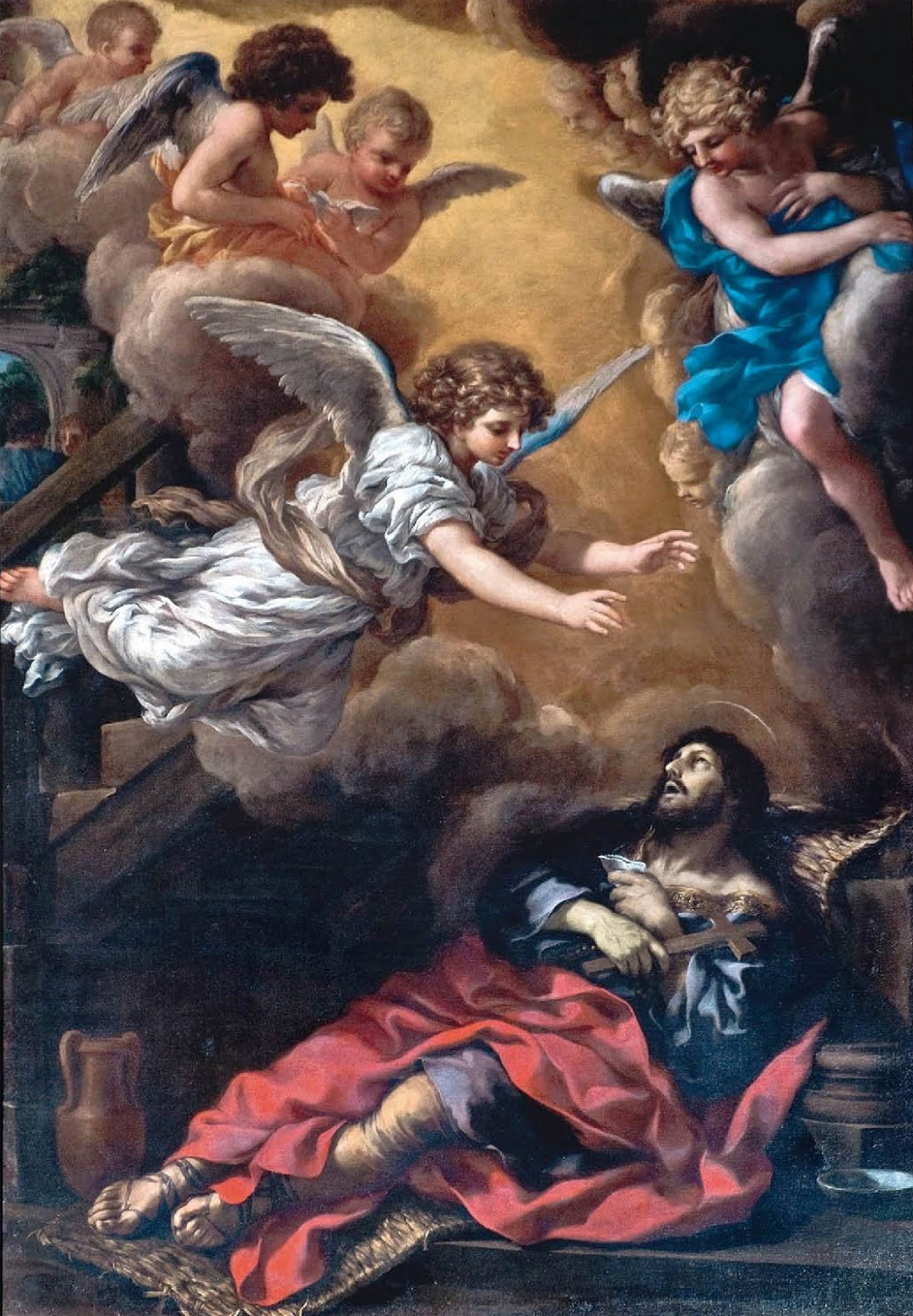
Morte di sant'Alessio, chiesa dei Girolamini (Napoli)

La famiglia Barberini era particolarmente devota a sant'Alessio tanto che anche il teatro del loro palazzo fu inaugurato con un dramma sacro dedicato alla vita del santo, scritto da Giulio Rospigliosi con scenografie dello stesso Pietro da Cortona. Al 1638 risale dunque la commessa di Anna Colonna, sposa del principe Taddeo Barberini, nipote di papa Urbano VIII, del Sant'Alessio morente, successivamente donato alla congregazione dell'Oratorio di San Filippo Neri di Napoli (chiesa dei Girolamini, dov'è tutt'oggi), con reliquie e altri oggetti preziosi del santo.
Il 1643 il pittore lo passò interamente a Roma, dove avrebbe completato altre commesse per le famiglie locali, come la grande scena di Battaglia tra Alessandro e Dario, databile tra il 1644 e il 1650, per la collezione Sacchetti, la cui potenza cromatica e scenica rimarca quella degli affreschi Pitti, o pale d'altare, come il Martirio di san Lorenzo per la chiesa di San Lorenzo in Miranda di Roma. Allo stesso giro di anni fiorentini risalgono poi diverse opere eseguite tra Arezzo, di cui l'Apparizione della Vergine a San Francesco per la chiesa dell'Annunziata della stessa città, Perugia, di cui la Natività della Vergine (oggi alla Galleria nazionale dell'Umbria) e la Madonna col Bambino e santa Martina (oggi alla Galleria dell'Accademia di Perugia), nonché per conto del segretario di Stato di Luigi XIV di Francia, Louis Philipeaux de la Vrilliere, per il quale eseguì Cesare rimette Cleopatra sul trono di Egitto (oggi al Museo di Lione), Augusto e la sibilla (oggi al Museo di Nancy) e il Ritrovamento di Romolo e Remo (oggi al Louvre).
Nel 1644 morì Urbano VIII Barberini e gli subentrò papa Innocenzo X Pamphilj, il quale iniziò una battaglia politica avverso i Barberini, considerati rei di aver mal gestito le casse pubbliche, con arricchimenti personali illeciti e svuotamenti delle casse a seguito del disastro economico causato dal fallimento della guerra di Castro (promossa proprio da Urbano VIII).  Il Cortona era in quel momento ancora a Firenze, dove sarebbe rimasto per un altro paio di anni, conscio e preoccupato del fatto che al suo rientro a Roma non avrebbe più avuto l'appoggio e, forse, anche le commesse, che gli erano state affidate durante il pontificato Barberini.

### Il rientro definitivo a Roma (1647)

#### Le commesse sotto il pontificato di Innocenzo X Pamphilj (1647-1654)

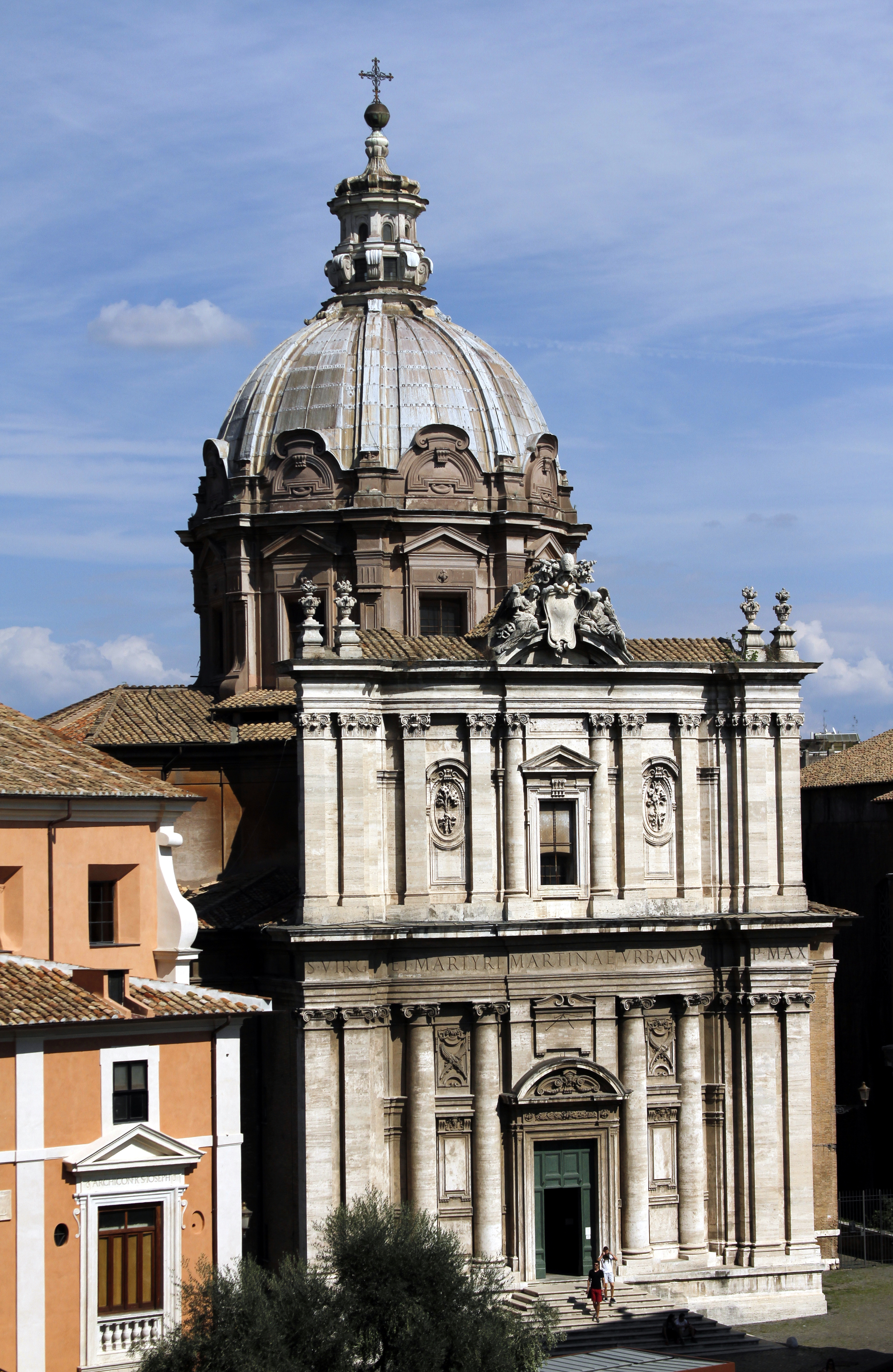
Chiesa dei Santi Luca e Martina (Roma)

Rientrato a Roma nell'ottobre del 1647, un'intera generazione di grandi pittori barocchi che avevano reso la città culla culturale del tempo non era più esistente: Guido Reni, Giovanni Lanfranco e Domenichino erano deceduti, Francesco Albani era ritornato definitivamente a Bologna, il Poussin, molto ambito nella corte romana e in quella francese, era maestro esclusivamente sui supporti a tela, senza lavorare mai ad affresco, mentre Mattia Preti, l'unico a "preoccupare" il pittore toscano dopo che questi poté ammirarne i lavori con le Storie di sant'Andrea nella chiesa della Valle a Roma, di lì a breve sarebbe partito per Napoli senza più far ritorno nella città pontificia. Il Cortona, dunque, rimase il pittore con maggior peso nelle logiche locali, nonostante gli ultimi sette anni trascorsi fuori sede nonché il tentativo del Bernini di "adombrarlo" durante questo periodo di assenza a vantaggio di altri contemporanei come il Romanelli e il Baciccio.
In prima istanza ritornò a lavorare per i "vecchi amici" dell'oratorio dei filippini, dove eseguì, dopo il ciclo nella volta della sacrestia realizzato anni prima, l'incarico per la chiesa di Santa Maria in Vallicella, che prevedeva la decorazione interna della cupola, per la quale eseguì, sui modi lanfranchiani, la Gloria della Trinità, mentre al 1650 risale l'intervento architettonico sulla medesima con l'aggiunta del lucernaio al centro. Nello stesso anno venne invece completata la chiesa dei Santi Luca e Martina.

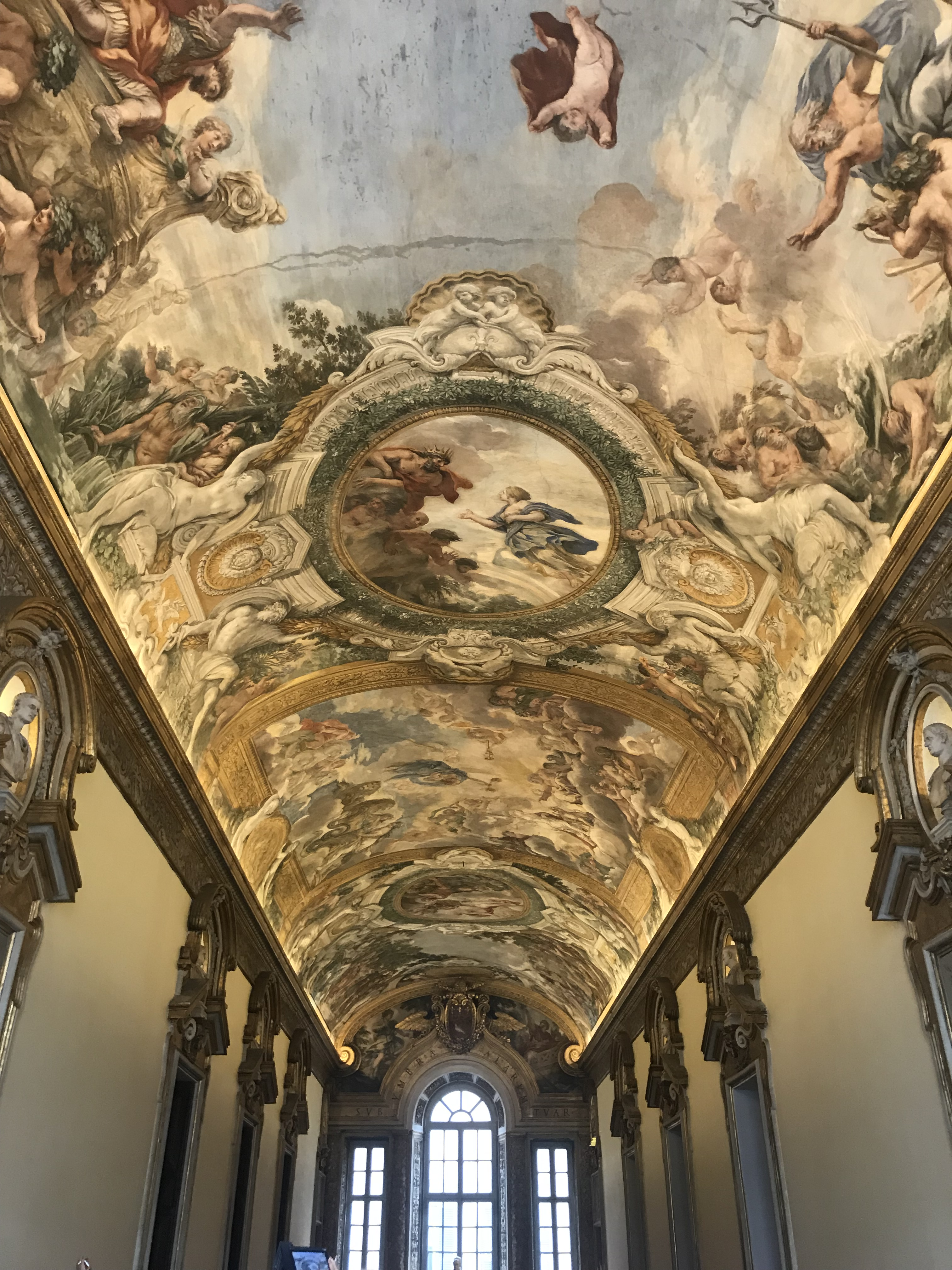
Galleria di palazzo Pamphilj in piazza Navona (Roma)

Nel 1651 il pittore ricevette un incarico di prestigio, quello maggiore della sua maturità, per volere del nuovo papa, Innocenzo X Pamphilj, che gli chiese di realizzare, dietro compenso di tremila scudi, il ciclo con le Storie di Enea nella galleria del suo palazzo in piazza Navona, lavori completati nel 1654; nel frattempo, nel 1652 aveva predisposto i disegni preparatori chiesti dallo stesso pontefice per disporre dei modelli dei mosaici delle tre cupole e dei pennacchi della campata destra della basilica di San Pietro. Gli affreschi sulla vita di Enea si innestano su una galleria progettata da Francesco Borromini che, a differenza delle volte Barberini e Medici, in questa, dove la prospettiva non consentiva l'ammirazione del ciclo narrativo dal "sotto all'insù", non si concepiscono le scene consecutivamente, ma si configurano bensì entro riquadri, semilunette, tondi e scomparti vari, scanditi da cornici, elementi naturali e finti fregi. Sono quindi raffigurati nel grande riquadro rettangolare centrale la Venere e Cupido che chiedono la deificazione di Enea agli dei, con ai lati due ovali riprendenti la Venere nella fucina di Vulcano e Giunone che prega Eolo di liberare i venti; nelle quattro zone laterali sono il Nettuno che placa la tempesta, Enea alle foci del Tevere, Enea ed Evandro e la Morte di Turno; sui lati corti della galleria, infine, nelle due semilunette sono Enea e Pallante ed Enea agli Inferi. Il ciclo richiama in maniera più velata (rispetto ai trionfi Barberini e Medici degli anni precedenti) l'elogio alla dinastia Pamphilj, in quanto la dinastia familiare è celebrata esclusivamente mediante l'allegoria della colomba, simbolo araldico della famiglia, nonché ripresa nelle scene affrescate a mo' di celebrazione della dea Venere, madre di Enea.
Le commesse Pamphilj sono molto importanti sotto il profilo storiografico, in quanto, seppur il Cortona era notoriamente stimato dai Barberini, tant'è che fu per un lungo periodo artista prediletto del casato, assieme al Bernini, questa condizione non gli giocò comunque a sfavore nella commessa che Innocenzo X avanzò per il proprio palazzo. Il suo rapporto di "amicizia" con la precedente famiglia papale (per cui il Cortona ritornò a lavorare anche nel 1653 con il Sacrificio di Senofonte a Diana, oggi distrutta, in occasione della fine della condanna all'esilio in Francia impartita a Taddeo, Francesco Barberini e altri esponenti della famiglia dallo stesso Innocenzo X, e quindi del conseguente loro rientro a Roma), infatti, non riuscì a oscurare il successo e il ruolo che nel tempo il Cortona aveva assunto sul panorama locale.

#### Le opere sotto il pontificato Alessandro VII Chigi (1655-1667)

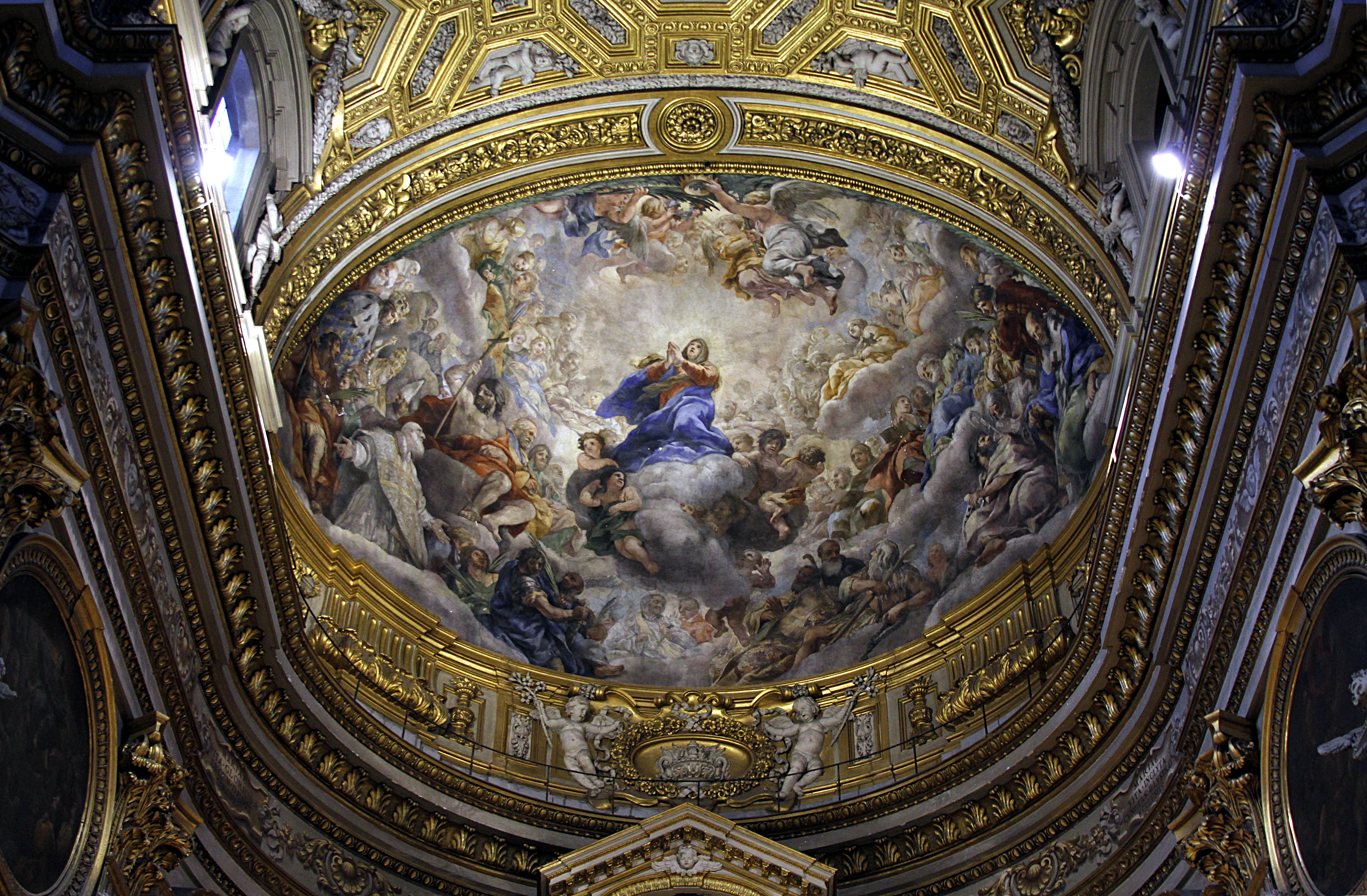
Assunzione della Vergine, calotta dell'abside della chiesa di Santa Maria in Vallicella (Roma)

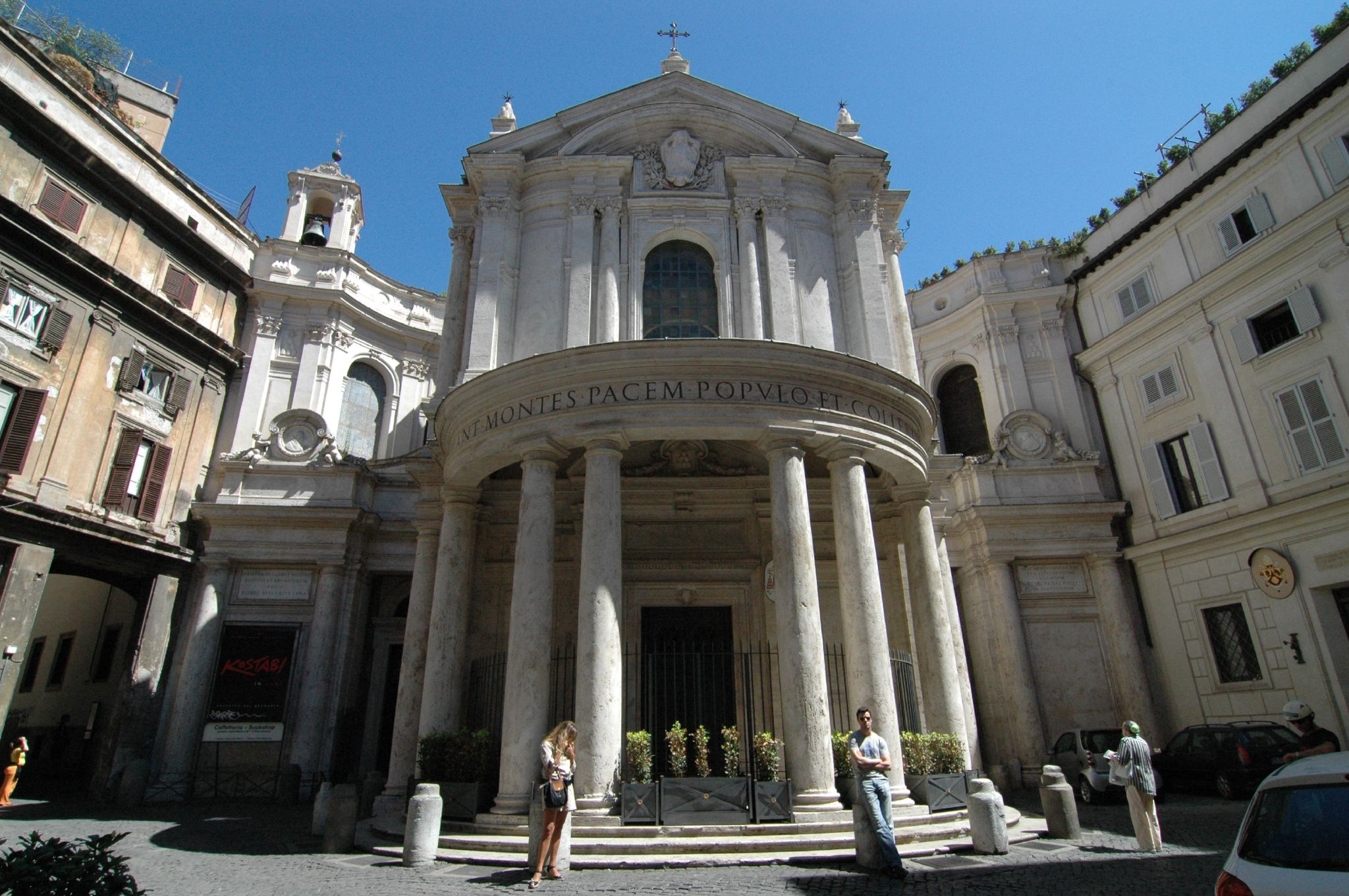
Chiesa di Santa Maria della Pace (Roma)

Durante il papato di Alessandro VII Chigi (1655-1667) non mancarono ancora le commesse ricevute, in particolar modo quelle relative a progetti architettonici, su cui il Cortona si focalizzò non potendo più, causa anche la vecchiaia, destreggiarsi tra le grandi impalcature dei cantieri che venivano costruiti in occasione dei vasti cicli di affreschi. Arrivarono dunque le commesse tra il 1655 e il 1656 relative alla guida alla realizzazione della galleria del palazzo del Quirinale, che portava proprio il nome del papa Chigi, mentre tra le opere pittoriche vi erano le tele del San Michele Arcangelo (oggi non rintracciata) e dell'Angelo Custode (oggi alla Galleria nazionale d'arte antica di palazzo Barberini) chieste dallo stesso pontefice e donategli a titolo gratuito, per le quali ricevette il titolo di cavaliere dello Speron d'oro. Intanto sempre nel 1655 tornò nuovamente a operare in Santa Maria in Vallicella per continuare i cicli di affreschi avviati nel 1648, quindi decorò la tribuna della stessa chiesa con scene sull'Assunzione della Vergine. La Galleria Chigi, in origine lunga 70 metri (mentre dall'Ottocento con il dominio francese lo spazio fu diviso in tre sale in successione con la copertura di diversi cicli decorativi, che ne rimaneggiarono considerevolmente l'aspetto), fu concepita dal Cortona con scene del Vecchio Testamento affrescate da sedici collaboratori lungo il registro superiore delle pareti.

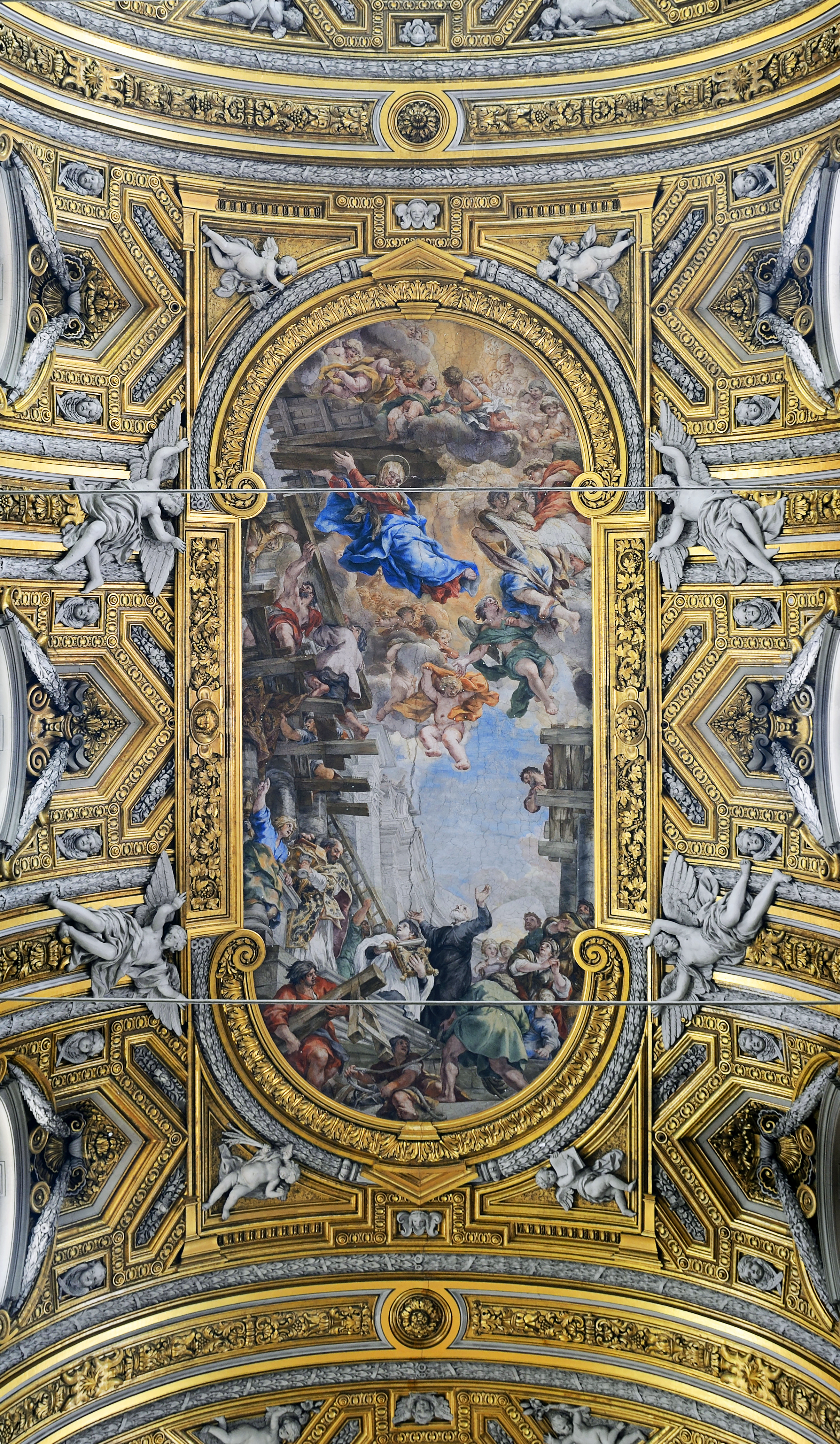
La Vergine interviene durante i lavori della costruzione della chiesa Nuova, volta della navata della chiesa di Santa Maria in Vallicella (Roma)

Dal 1656 al 1657 Cortona si dedicò al rifacimento di Santa Maria della Pace: si devono a lui la facciata con le scenografiche due ampie ali simmetriche ricurve e il portico semicircolare fortemente aggettante, nonché il rivestimento a stucco nell'interno. Negli anni successivi progettò la basilica di Santa Maria in Via Lata, che verrà poi ultimata nel 1662, dove l'angusto spazio della facciata lo spinse a una soluzione più severa rispetto alle creazioni precedenti, ispirata a un sobrio classicismo palladiano che forse doveva sussistere anche per rispettare quella che era la linearità della strada su cui l'edificio si affaccia. Nel 1659 invece operò di nuovo nella chiesa in Vallicella per compiere la quarta opera ad affresco del cantiere, ossia i profeti Isaia, Geremia, Daniele ed Ezechiele nei quattro pennacchi della cupola, che sarebbero stati ultimati l'anno seguente.
Sempre da Alessandro VII arrivarono poi le commissioni nel 1661 della pala della Crocifissione, pagata 400 ducati, per l'altare maggiore della chiesa di San Tommaso di Villanova a Castel Gandolfo e del Sant'Ivo avvocato dei poveri per la chiesa di Sant'Ivo alla Sapienza di Roma, che tuttavia verrà completata da Ventura Borghesi, mentre il disegno preparatorio è in collezione Rospigliosi.
Al 1664 risalgono i progetti per la ricostruzione del Louvre, commissionati da Luigi XIV. Nella chiesa di Santa Maria in Vallicella venne invece terminato il progetto decorativo affidato al Cortona ormai 7 anni prima, compiendo nella volta della navata uno degli ultimi capolavori universalmente riconosciuti, Il miracoloso intervento della Vergine durante i lavori di costruzione della chiesa Nuova, compiuto tra il 1664 e il 1665. Per l'occasione il Cortona ritornò nelle soluzioni adottate già nelle sale dei Pianeti di palazzo Pitti a Firenze, progettando quindi anche la decorazione a stucco circostante l'affresco, per la quale furono chiamati al cantiere Ercole Ferrata e Cosimo Fancelli, due allievi del Bernini.
Fra le numerose cappelle gentilizie realizzate si ricordano: la cappella di San Francesco Saverio al Gesù e la cappella Gavotti a San Nicola da Tolentino. Fra le diverse pale d'altare realizzate in questi anni, le più celebrate furono per San Carlo ai Catinari, con il San Carlo Borromeo porta in processione il Sacro Chiodo per la cessazione della peste (datata 1667, compiuta quando il pittore aveva ben settant'anni ed era già afflitto dalla gotta e dalla chiragra) e per la chiesa di San Francesco ad Arezzo, dove fu compiuta l'Annunciazione (datata tra il 1665 e il 1669).

#### Le ultime commesse sotto il pontificato di Clemente IX Rospigliosi (1667-1669) e la morte

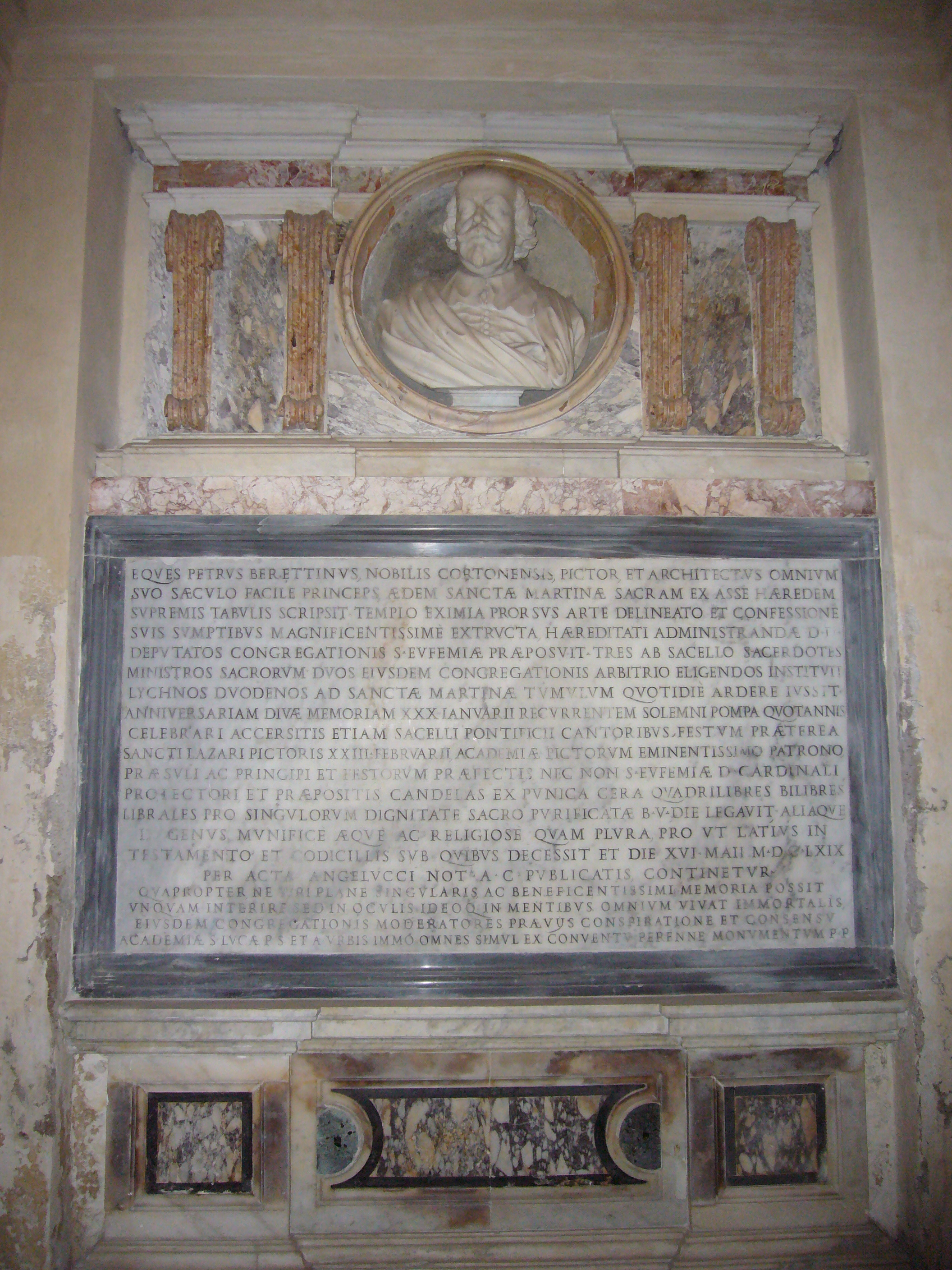
La tomba di Pietro da Cortona nella chiesa dei Santi Luca e Martina (Roma)

Sul finire dei suoi anni il Cortona ebbe modo di lavorare con ancora un quarto papa, Clemente IX Rospigliosi, per il quale eseguì un'unica opera, il Cristo appare a sant'Ignazio per la chiesa dello Spirito Santo di Pistoia.
L'ultima importante opera architettonica fu invece la realizzazione della cupola di San Carlo al Corso, avviata nel 1668 e terminata solo dopo la sua morte, quarta per ampiezza nella Roma dell'epoca (dopo quelle del Pantheon, di San Pietro del Michelangelo e di Sant'Andrea della Valle del Maderno).
Pietro Berrettini morì di gotta il 16 maggio 1669, all'età di settantadue anni, trovando sepoltura, secondo le proprie volontà, nel suo luogo prediletto, la chiesa dei Santi Luca e Martina di Roma, dove continuò a offrire finanziamenti e rendite anche dopo la sua scomparsa mediante volontà testamentarie che sono incise anche nella sua lastra tombale.
Nel 1741, un secolo dopo la sua morte, furono pubblicate le Tabulae anatomicae, delle tavole anatomiche che il Cortona produsse verso il 1618, prima ancora di diventare famoso come architetto, in cui le pose drammatiche e precise dei soggetti sono in accordo con lo stile degli artisti del genere di età rinascimentale o barocca, seppure quelle di Pietro da Cortona appaiono particolarmente espressive.

## Attività artistica
Seppur giunto a Roma sulla scia di un filone di pittori manieristi toscani (il Passignano, il Cigoli, il Vanni), Pietro da Cortona si stacca totalmente da questo stile pittorico, contemplando nella sua arte le soluzioni più tipiche del barocco in senso stretto.
Una volta entrato in contatto con la cultura artistica promossa in città nei primi anni del Seicento sotto il pontificato di Paolo V Borghese, il Berrettini (che non seguì il filone dei caravaggisti che contemporaneamente si andavano strutturando sulla linea del Merisi e dei suoi seguaci, né tanto meno il classicismo del Sacchi, di Nicolas Poussin e Guido Reni) riprese quei concetti avviati già sul finire del Cinquecento dai Carracci, dal Lanfranco, dal Domenichino, dal Borgianni e da altri autori di questa corrente, rielaborandoli in soluzioni che convergono in un'esplosione di pose, immagini e scenografie che saranno le peculiarità della pittura barocca romana.

Con la Controriforma le chiese sono interessate da un rinnovamento ideologico e quindi anche estetico, allorché queste vengono concepite come spazi per celebrare il proprio potere e ammaliare lo spettatore mediante scenografie, illusioni pittoriche e invenzioni artistiche travolgenti, luminose e ricche di personaggi. Pietro da Cortona si staglia in questo contesto facendo della pittura ad affresco l'elemento distintivo della propria arte, dove eccellerà sopra ogni altro artista del tempo, rendendo questa tecnica una delle più richieste e apprezzate utile a celebrare i successi e le glorie dei papi e delle famiglie aristocratiche più note tra Roma e Firenze. Pietro da Cortona, con altri autori contemporanei, su tutti Andrea Sacchi, ritenuto il suo vero "rivale" di quegli anni (il Sacchi era però filo classicista e riteneva che in una scena dovessero esserci pochi personaggi, mentre il Cortona era di opinione diametralmente opposta), diventa dunque uno dei protagonisti del rinnovamento artistico che in città viene promosso da un insieme di intellettuali. Tra questi si ricordano i fratelli Sacchetti, Cassiano dal Pozzo, Giulio Mancini, Giovan Battista Marino, Scipione Borghese e, soprattutto, uno dei principali fautori di questo sentimento, papa Urbano VIII Barberini.
Le opere di Pietro da Cortona, in particolar modo quelle pittoriche, al pari di quelle del Bernini (nella scultura) e del Borromini (nell'architettura), racchiudono le «forme bizzarre, modi esuberanti ed eccessi di ornamenti e dettagli» che gli storici del Settecento (come Francesco Milizia) identificarono con accezioni negative, quali elementi peculiari di questo stile. La sua prima tela barocca concretamente riuscita è ritenuta universalmente dalla critica quella del Ratto delle Sabine, dove si mostrano i primi concetti di questo genere; mentre ad affresco, l'opera che diviene pietra miliare dell'arte del Seicento è quella compiuta su commessa di papa Urbano VIII Barberini, col quale si instaura un sodalizio artistico che porterà alla realizzazione di quello che forse è considerato il suo capolavoro più riconosciuto, dove il pittore riempie lo spazio creato dal Bernini (scultore di casa Barberini) del salone del palazzo privato del pontefice con un ciclo decorativo che diverrà pietra miliare della pittura barocca, il Trionfo della Divina Provvidenza. Con Urbano VIII si ha il consolidamento del movimento artistico in tutta Europa, di conseguenza, l'affermarsi dell'arte dei suoi maggiori esponenti, come per l'appunto Bernini, Borromini, lo stesso Pietro da Cortona, ma anche altri artisti del tempo, come Rubens, Guercino, il Domenichino e Giovanni Lanfranco.

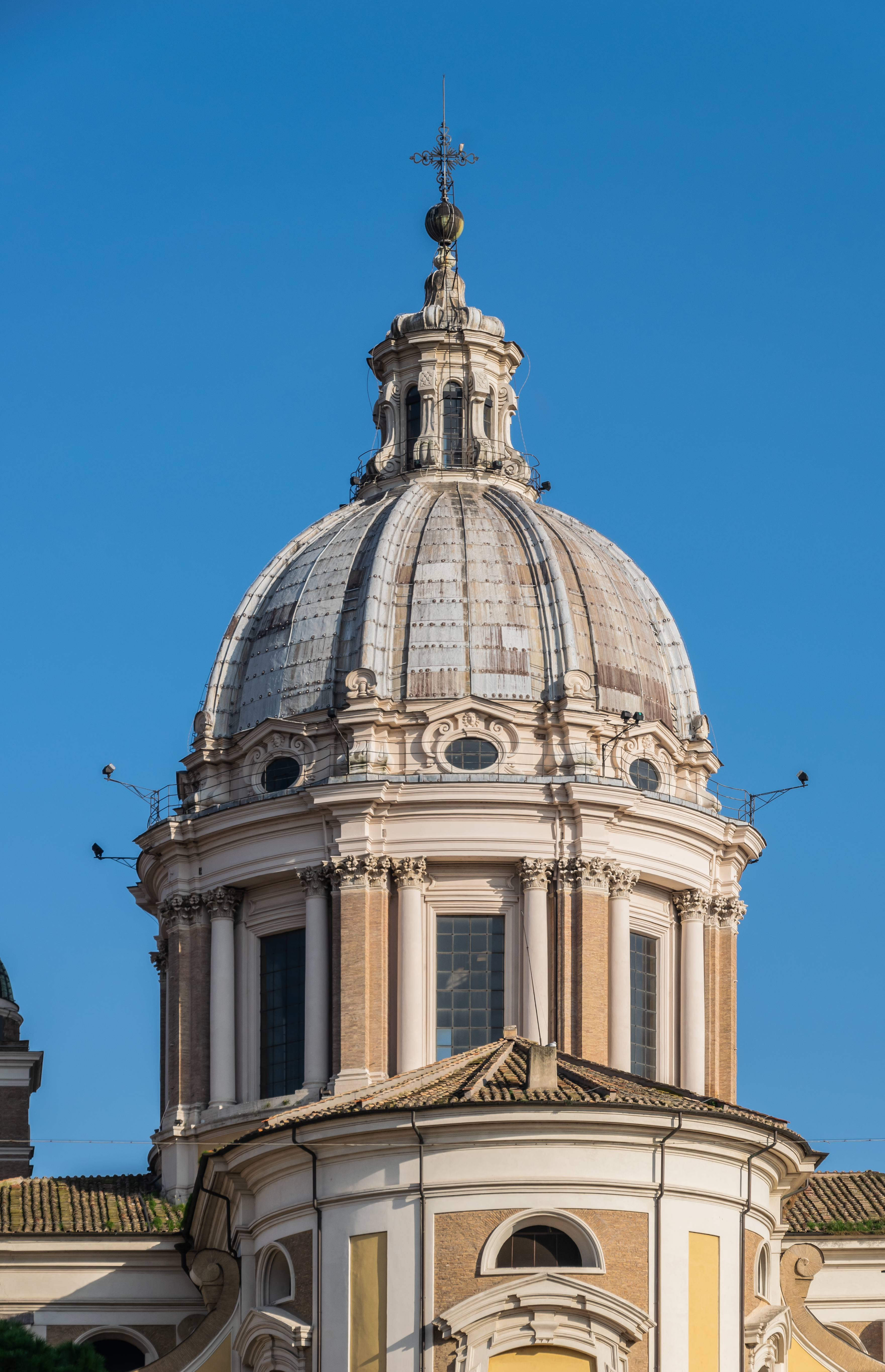
Cupola di San Carlo al Corso (Roma)

L'incidenza del Cortona nella storia dell'arte fu notevole anche sugli sviluppi dell'architettura barocca, nonostante la relativa scarsità di opere e la tendenza che egli aveva a considerare quest'attività come secondaria rispetto a quella pittorica, come testimonia una lettera del 1646 a Cassiano dal Pozzo, dove afferma che l'architettura gli serve solo come intrattenimento. Le opere più celebri realizzate risultano essere la chiesa dei Santi Luca e Martina di Roma, con cui trova soluzioni che uniscono la rigidezza classica e la fluidità delle decorazioni rendendo evidente il suo legame con il manierismo fiorentino e, probabilmente, lo era anche la villa Sacchetti al Pigneto, che però andò distrutta (nota tramite incisioni antiche che manifestano una sintonia dell'opera con quelle del Bramante). Diversi invece i grandi progetti stilati e mai realizzati, da quello del Louvre del 1664 a quello dei padri filippini a Firenze, fino all'ampliamento di palazzo Pitti, mentre quello della chiesa di San Carlo al Corso, per la quale ridisegnò la cupola, fu compiuto solo dopo la sua morte.
Le opere del Cortona risultano una sorta di "messa in pittura" di ciò che Gian Lorenzo Bernini creava su "scultura". Più volte il Cortona si trovò, durante la sua vita, a riempire gli spazi creati dallo scultore-architetto, i cui rapporti di stima reciproca consolidata dei tempi iniziali ebbero una frenata in occasione di un disguido avvenuto durante la realizzazione degli affreschi del salone Barberini, giacché il Cortona, al rientro a Roma dopo il soggiorno fiorentino, cacciò via dalla sua bottega due collaboratori per via di un comportamento scorretto che ebbero (sembra che avessero realizzato alcune opere in assenza del maestro spacciandosi per egli stesso, uno poi reintegrato successivamente), sebbene il Bernini in questa circostanza prese le difese dei due aiutanti. I momenti in cui i due artisti (Bernini e Cortona) si trovarono a lavorare insieme per lo stesso ambiente sono molteplici e risalgono già agli esordi del pittore toscano, con le opere di Santa Bibiana. In seguito vi furono i lavori del palazzo Barberini, poi della chiesa di San Tommaso da Villanova a Castel Gandolfo. Il Cortona intervenne anche su ambienti organizzati dal Borromini, come gli affreschi del palazzo Pamphilj di piazza Navona e la tela per la basilica di Sant'Ivo alla Sapienza (seppur il dipinto non fu completato dal Cortona a causa della sua morte prematura).

## Stile

### Le influenze pittoriche
La pittura di Pietro da Cortona troverà un grande spazio di consensi nell'ambiente artistico italiano ed europeo, sui cui modi si baseranno le opere degli esponenti della sua bottega, su tutti Francesco Romanelli, Ciro Ferri e Giovan Maria Bottalla, ma anche di quegli artisti successivi che ebbero la possibilità di apprenderne lo stile durante i loro viaggi studio.
Le tre opere su tela a soggetto mitologico (Trionfo di Bacco, Sacrificio di Polissena, Ratto delle Sabine) eseguite per conto dei Sacchetti in età giovanile contengono già alcune delle caratteristiche essenziali della sua pittura: quindi l'energia e il movimento di derivazione rubensiana, l'attenzione per la storia antica e il coinvolgimento emotivo dello spettatore. Le tre tele, concepite con un fare scenico che vede i protagonisti al centro in primo piano, e una serie di altre figure concitate nel proscenio, con altri elementi quali alberi, paesaggi e architetture da elemento di decoro, riprendono in maniera evidente la statuaria classica, nonché quella del Bernini: evidente nel dettaglio del rapimento di Proserpina, che ricalca la scultura omonima che qualche anno prima (nel 1622) lo scultore aveva eseguito per Scipione Borghese. In altri lavori successivi si scorgono invece le caratteristiche delle opere di Rubens, si pensi all'affresco del Principe Medici strappato da Venere e condotto da Minerva verso Ercole, o alla tela col Martirio di san Lorenzo, i cui soggetti ricalcano la Venere che trattiene Marte del pittore fiammingo, giunta presso la Galleria fiorentina già nel 1638 e che probabilmente fu studiata dal Berrettini.
Tra le personalità cui il Cortona guardò e studiò sin dal principio e che segnarono il suo modo di affrescare vi è da segnalare poi anche quella del Lanfranco, in particolare quello del 1627 nella decorazione (assieme al Domenichino) della cupola di Sant'Andrea della Valle, la quale diverrà modello di molte delle cupole affrescate nel corso del Seicento e che il pittore toscano rielaborerà nella sua cupola di Santa Maria in Vallicella (per la quale organizza i personaggi nel modo lanfranchiano dei due "cerchi concentrici") ma anche in altri cicli di affreschi più ampi, come quelli delle stanze dei Pianeti di palazzo Pitti a Firenze.

### La continuità narrativa dei cicli di affreschi
Tra i più riusciti artisti influenzati dal Cortona vi fu Luca Giordano, che nella seconda parte del Seicento assimilerà il modus di affresco concepito come insieme di storie raffigurate senza interruzione di continuità, quindi senza che queste siano scandite entro finte cornici o elementi accessori affrescati, ma che si sviluppano in perfetta progressione l'una dopo l'altra lungo tutto il perimetro della volta affrescata.
Infatti, se nei suoi primi cicli, più o meno grandi che fossero, quali le Storie di Santa Bibiana o, in parte anche nel Trionfo della Divina Provvidenza per il palazzo Barberini, ma anche in quello della maturità con le Storie di Enea per la Galleria Pamphilj, le scene vengono comunque definite entro spazi appositamente delimitati secondo i gusti prebarocchi dettati da Annibale Carracci nella Galleria Farnese circa quaranta/cinquanta anni prima, quindi con fregi marmorei e sculture affrescate, i cicli delle sale dei Pianeti di palazzo Pitti a Firenze (in particolare quelli delle stanze di Giove, di Marte e di Apollo), costituiscono un punto di svolta dell'arte del Berrettini. In questi cicli, infatti, l'elemento della "continuità narrativa", dove tutte le singole scene dialogano tra loro costituendo un unico ciclo di lettura, che di fatto è la vera caratteristica peculiare della sua arte, che dominerà la pittura a fresco da quel momento in avanti, le scene della volta sono raccontate con una consecutio figurativa circolare che scorre lungo tutto il perimetro dello spazio affrescato. Dai lavori per le sale dei Pianeti in poi, inoltre, l'artista si cimenta per la prima volta anche in una composizione mista di affreschi-stucchi, dove le componenti scultoree costituiscono anche loro opere dialoganti con i temi narrativi trattati nei cicli, che poi riutilizzerà ancora una volta, con grande successo, nella volta della chiesa di Santa Maria in Vallicella di Roma anni dopo.
Questo modo di concepire la narrazione della storia, che comunque si evince anche nella Provvidenza Barberini e nelle Storie Pamphilj, nonostante le cornici marmoree che scandiscono le scene, le quali rimangono dialoganti nel loro insieme (a differenza con quelle carraccesche di palazzo Farnese) entro una visione unitaria del ciclo, nasce col Cortona e passerà di testimone in testimone, per il tramite anche di tanti seguaci, fino alla fine del Seicento con le opere di Luca Giordano, colui che meglio seppe apprendere e rielaborarne lo stile, il quale lo esporterà in Spagna e lo accompagnerà poi fino al Settecento, trovando nella figura di Giambattista Tiepolo uno suoi dei massimi rappresentanti, che a sua volta lo porterà fino al terzo quarto del secolo e che lo esporterà finanche i paesi germanici.
Gli affreschi del Cortona dal momento Barberini in poi sono volutamente caratterizzati da una folla di personaggi raffigurati in modo concitato, in quanto il pittore riteneva che vi era convenienza a rappresentare questo genere di composizione perché offriva allo spettatore più materiale da cui ricavarne compiacimento. Anche il disegno preparatorio aveva un ruolo fondamentale, tant'è che il Cortona stesso nel suo Trattato della pittura e scultura, scritto assieme a padre Ottonelli nel 1652, lo giudica come elemento preliminare indispensabile per avere una buon opera pittorica.

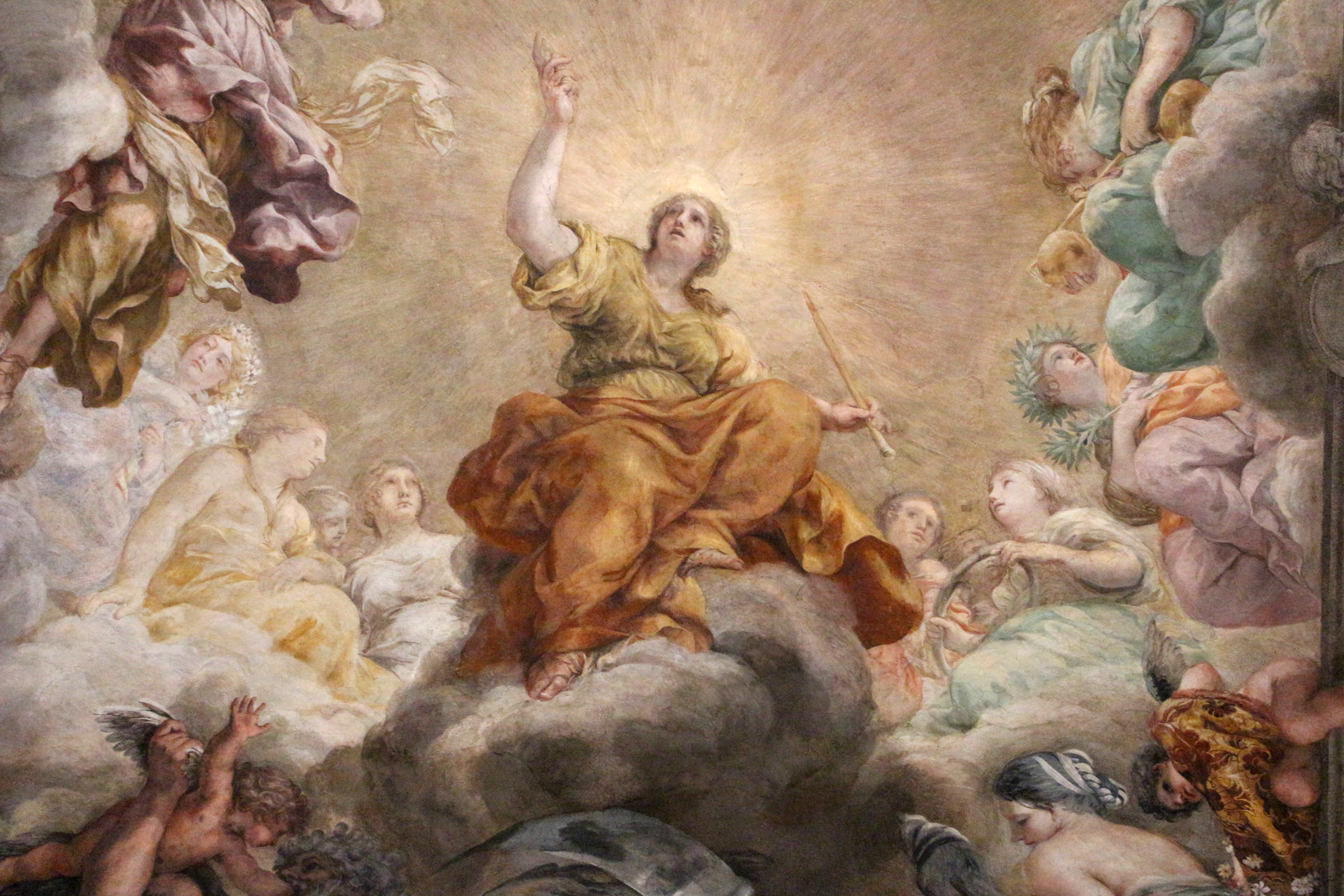
Pietro da Cortona (particolare del ciclo della volta Barberini, Roma)
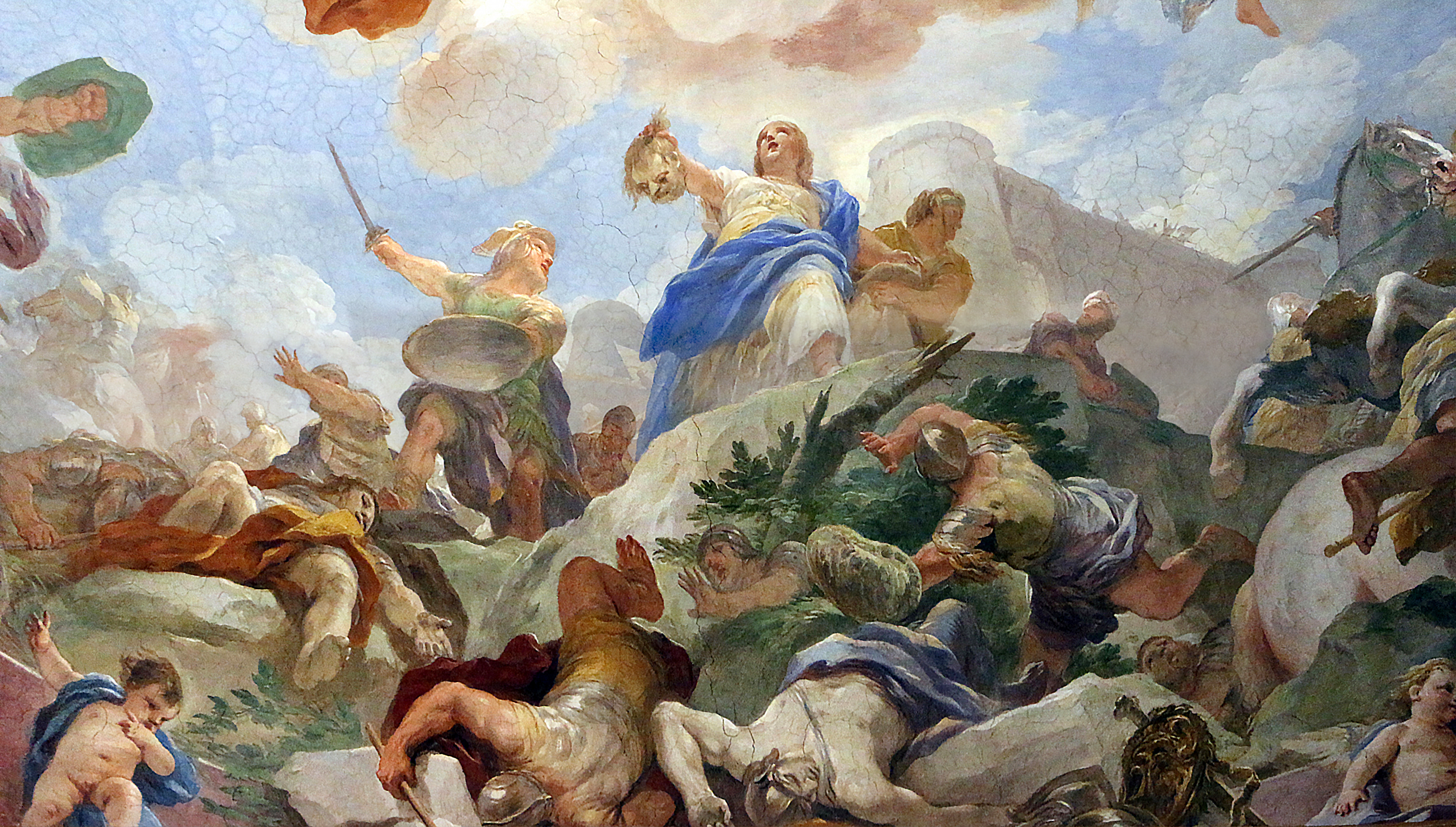
Luca Giordano (particolare del ciclo nella sacrestia di San Martino, Napoli)
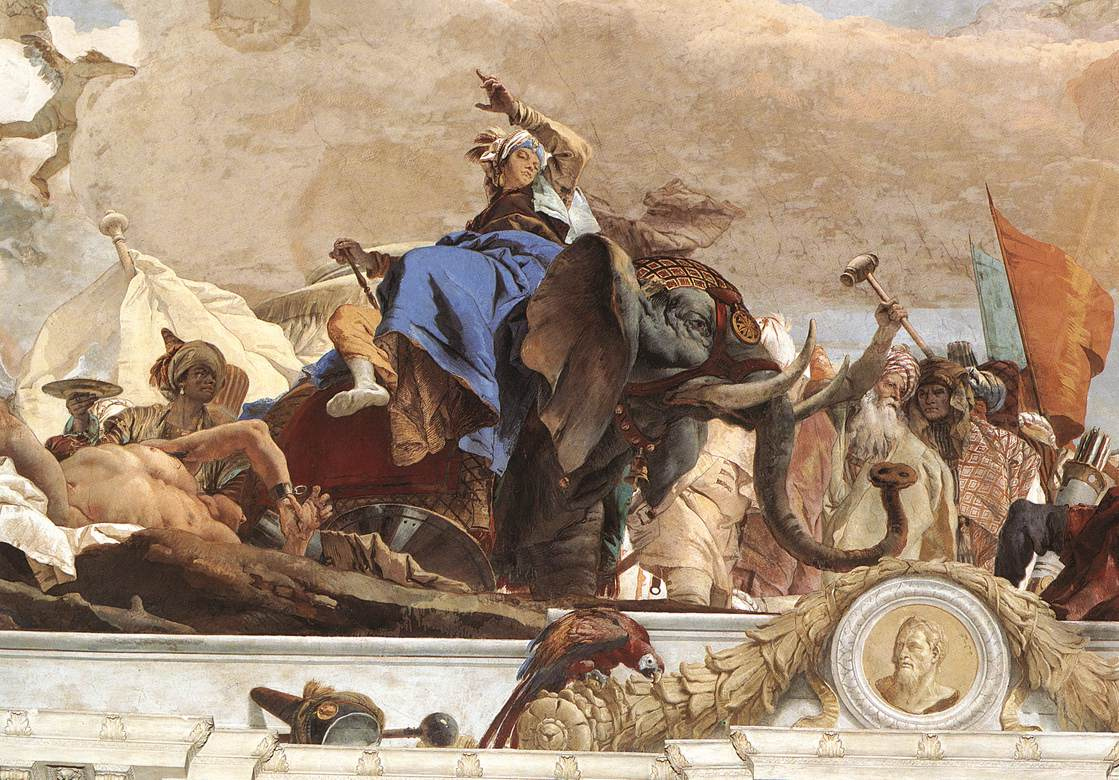
Giambattista Tiepolo (particolare del ciclo della residenza reale di Würzburg)

### Dal neovenetismo al chiaroscuro della tarda maturità

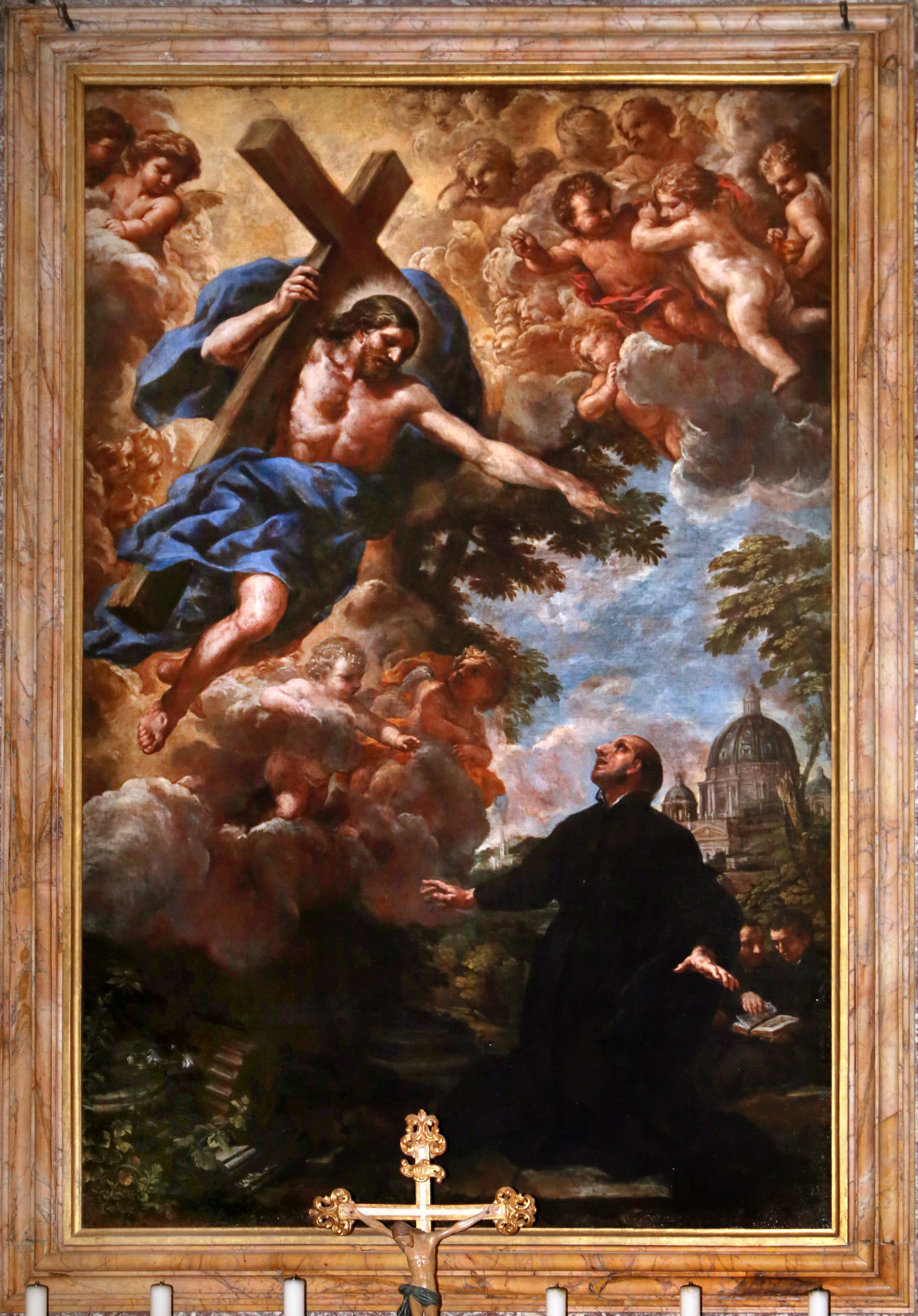
Cristo appare a sant'Ignazio, chiesa dello Spirito Santo (Pistoia)

Il cromatismo dei suoi cicli pittorici, ancorché delle opere su tela, diviene più schiarito a partire dal 1637, durante il soggiorno fiorentino, dove assume una certa rilevanza l'utilizzo del blu, forse anche per le suggestioni della pittura veneta che aveva potuto ammirare in un viaggio (seppur breve, durato circa sei mesi) a Venezia intorno a quella data, divenendo uno dei più rilevanti promotori della corrente neo-veneta (già in voga dai primi anni venti del secolo, con la scoperta dei due Baccanali di Tiziano rivelati al pubblico una volta giunti in collezione Ludovisi dalla raccolta Aldobrandini). La sua permanenza nella città lagunare mostra i suoi effetti già con i cicli di palazzo Pitti (sia nella stanza della Stufa che in quelle dei Pianeti), questi ultimi che furono di fondamentale importanza per la diffusione del barocco nella città toscana, che tuttavia non troverà mai campo libero se non con l'arrivo in città proprio del Giordano, dove nella Galleria del palazzo Medici Riccardi compirà un'altra opera della portata di quelle del Cortona, ma sarà evidente anche nell'ultimo affresco eseguito nel cantiere di Santa Maria in Vallicella, Il miracoloso intervento della Vergine durante i lavori di costruzione della chiesa Nuova, dove si rivela la singolare abilità del pittore nel fondere, sull'esempio di Veronese e Tintoretto, l'intento narrativo con l'illusionismo scenografico rappresentato da colonne e architetture in rovina sullo sfondo.
Nell'ultima parte della sua vita, a partire dal 1655, la sua pittura passò dal neo-venetismo vivace e brillante a un più semplice e immediato modo pittorico. La sua pittura diviene più libera e veloce, povera di impasti che gioca su un chiaro-scuro più accentuato lo scorgere di un colore o di un frammento della scena particolarmente prezioso sotto il profilo cromatico. Ciò si riscontra, ad esempio, nel Martirio di san Lorenzo della chiesa di San Michele e San Gaetano a Firenze, dove si scorge il pizzo bianco che copre il santo, o come nel Daniele nella fossa dei leoni per la chiesa omonima di Venezia (oggi alla Galleria dell'Accademia), dove si accentua il manto azzurro, o come si palesa, tra le tonalità nere, quasi monocrome, che caratterizzano la fascia inferiore del dipinto, il cielo dorato sgargiante che decora quello superiore della tela del Cristo appare a sant'Ignazio per la chiesa dello Spirito Santo a Pistoia.